# Ferdinando VII di Spagna
Ferdinando VII di Spagna, in spagnolo Fernando VII de Borbón (San Lorenzo de El Escorial, 14 ottobre 1784 – Madrid, 29 settembre 1833), fu re di Spagna brevemente nel 1808 e dal 1813 fino alla sua morte, e di fatto ultimo vero sovrano assoluto per diritto divino.

## Biografia

### Principe delle Asturie

#### Giovinezza

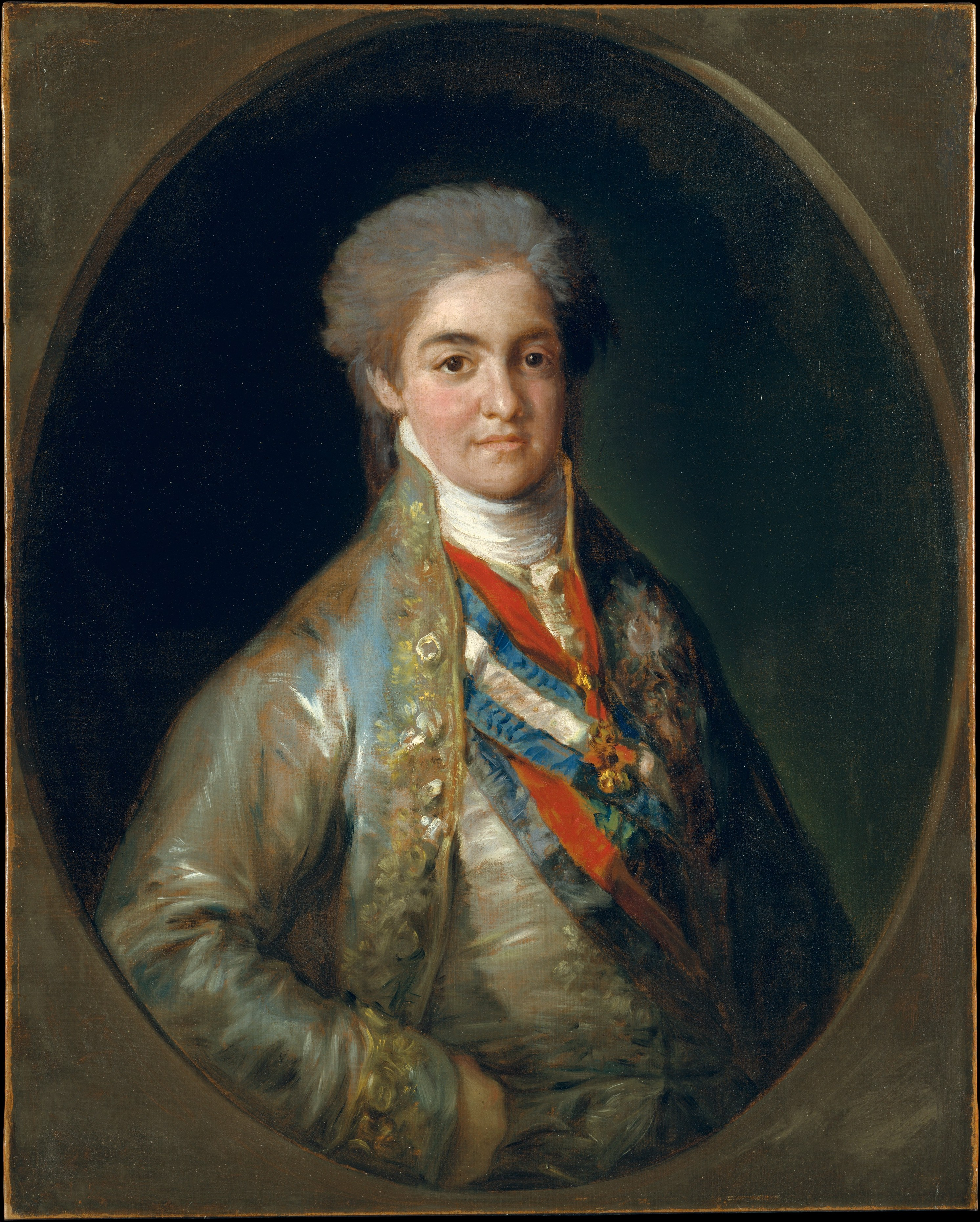
Ferdinando, principe delle Asturie.

Ferdinando nacque il 14 ottobre 1784 a El Escorial, figlio di Carlo IV di Spagna e di Maria Luisa di Parma; apparteneva alla dinastia dei Borbone-Spagna, saliti al trono iberico nel 1700 con Filippo V, duca di Angiò, discendendo così anche dalla dinastia dei Borbone-Francia e degli Asburgo. Fu battezzato con i nomi di Fernando María Francisco de Paula Domingo Vicente Ferrer Antonio Joseph, Joachîn Pascual Diego Juan Nepomuceno Genaro Francisco Francisco Xavier Rafael Miguel Gabriel Calixto Cayetano Fausto Luis Ramón Gregorio Lorenzo y Gerónimo. Al momento della nascita del principe spagnolo, a governare la Spagna era il nonno Carlo III alla cui morte,nel 1788, gli subentrò il figlio Carlo IV. Ferdinando divenne così Principe delle Asturie, ovvero l'erede al trono, prestando giuramento come tale davanti alle Cortes il 23 settembre 1789.

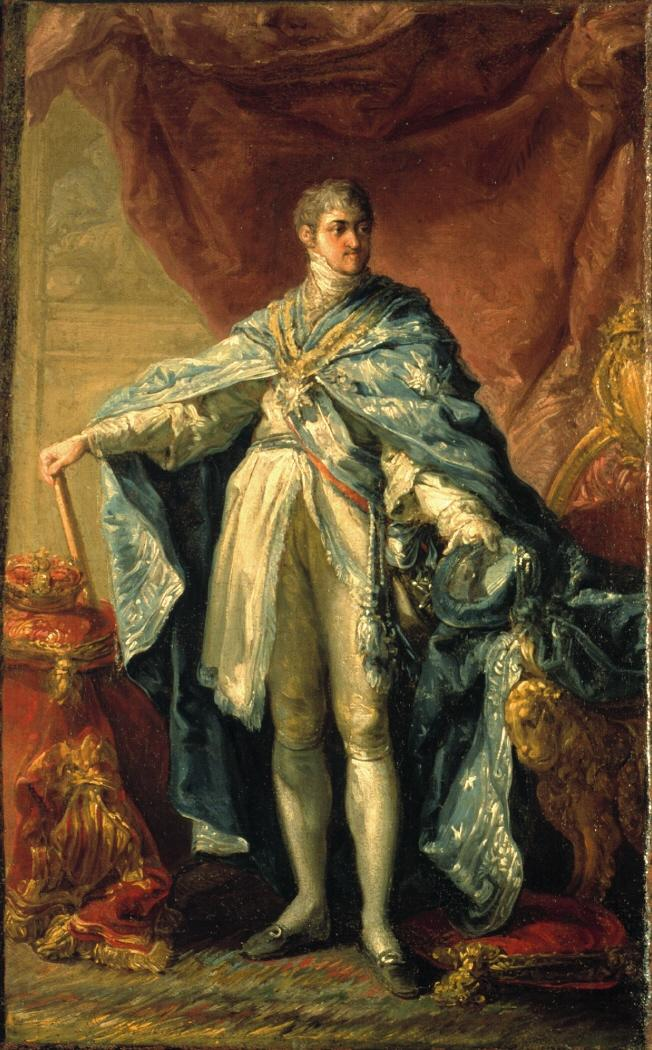
Il principe Ferdinando con il manto cerimoniale dell'Ordine di Carlo III.

La salute del Principe delle Asturie fu cagionevole fin da bambino: all'età di tre anni fu colpito da una grave malattia e poi da adulto, soffrì frequentemente di gravi attacchi di gotta. La sua educazione fu affidata a chierici, come padre Felipe Scio, un colto religioso ed intellettuale dell'Ordine di San Giuseppe Calasanzio, che gli imposero uno stile di vita molto rigido, privo di giochi e divertimenti e ricco di pratiche pie. Felipe Scio Grazie insegnò a leggere e scrivere a Ferdinando, che acquisì anche conoscenze della grammatica latina. Nel 1795, padre Scio fu nominato Vescovo di Sigüenza e Francisco Javier Cabrera lo sostituì come precettore. Questo canonico della Cattedrale di Badajoz, appena nominato anche Vescovo di Orihuela, fu proposto da Manuel Godoy, allora Ministro di Stato, uomo vicino al padre Carlo IV, con cui Ferdinando ebbe un pessimo rapporto, e grande esponente della classe politica spagnola dell'epoca. I loro piani di studio prevedevano un approfondimento del latino e l'apprendimento delle lingue che il re riteneva opportune. Tra le altre materie che studiò c'erano la storia della Spagna, la geografia, la cronologia e la religione. Tra tutti fu il canonico Juan Escoiquiz ad avere la maggiore influenza, venendo poi nominato nel 1796 suo insegnante di geografia e matematica. Nonostante la sua eccessiva ambizione, Escoiquiz venne esiliato a Toledo nel gennaio 1800, ma non perse la sua influenza su Ferdinando, che trascorse la propria infanzia e l'adolescenza lontano dagli affari pubblici per volontà dei genitori.

#### Moti di Aranjuez

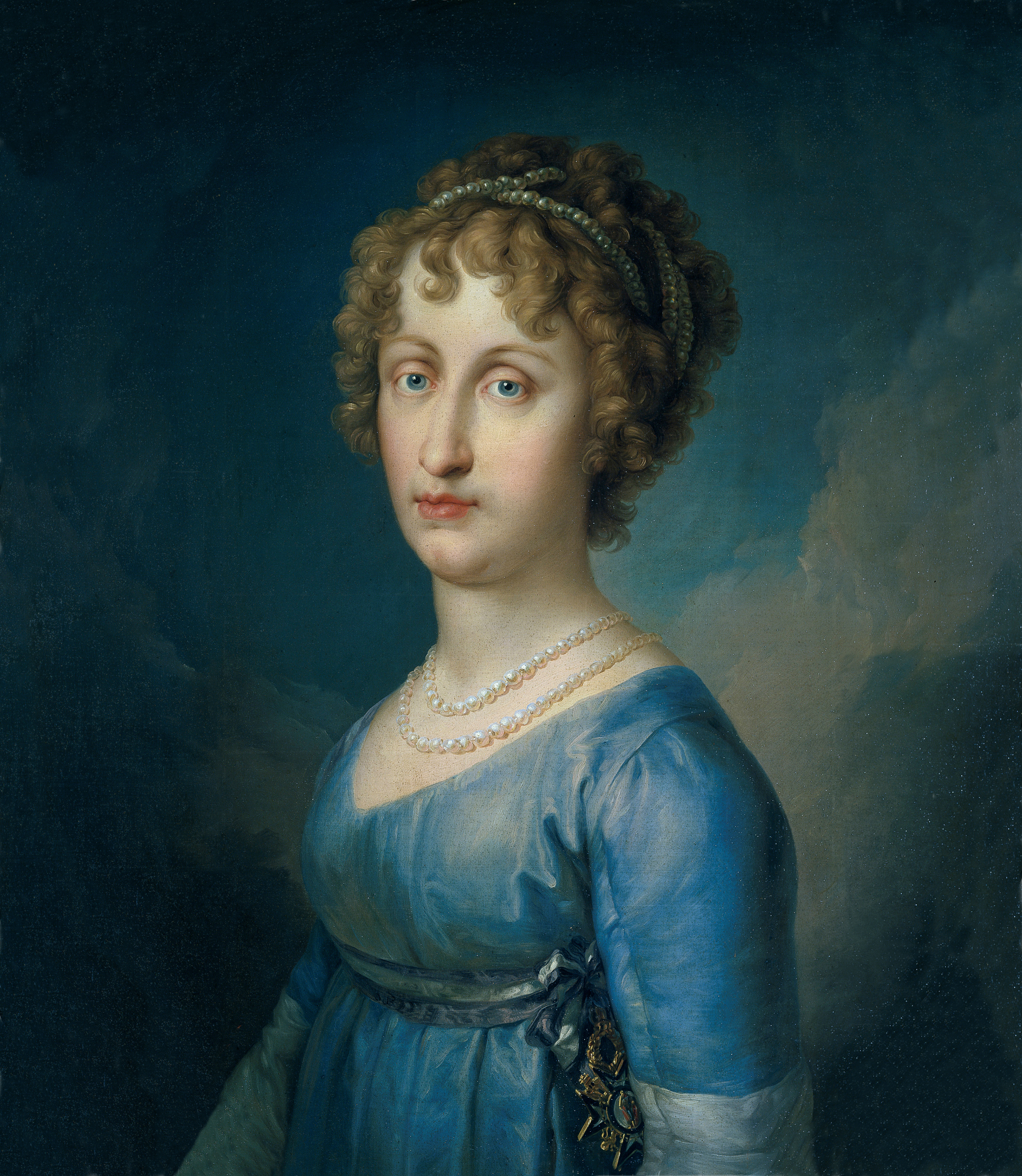
La principessa delle Asturie, Maria Antonia di Borbone-Due Sicilie.

Il 4 ottobre 1802 Ferdinando di Spagna sposò a Barcellona la principessa Maria Antonia di Borbone, figlia del re Ferdinando di Napoli, nonché zio paterno del Principe delle Asturie. Fin dal suo arrivo in Spagna, la neo Principessa delle Asturie, Maria Antonia, mantenne una fitta corrispondenza con sua madre, la regina Maria Carolina di Napoli, che odiava Godoy, soprattutto per aver firmato un trattato di alleanza con la Repubblica francese nel 1796, la stessa che alcuni anni prima aveva ordinato la decapitazione della regina Maria Antonietta di Francia, sorella della sovrana delle Due Sicilie. Ferdinando e la moglie iniziarono a cospirare contro il Ministro Godoy, per far sì che il Regno spagnolo si allontanasse dalla sfera francese. Maria Antonia morì il 21 maggio 1806 e tali progetti si interruppero. Da quella data, Escoiquiz divenne il mentore politico del principe e il direttore della campagna contro Godoy. 

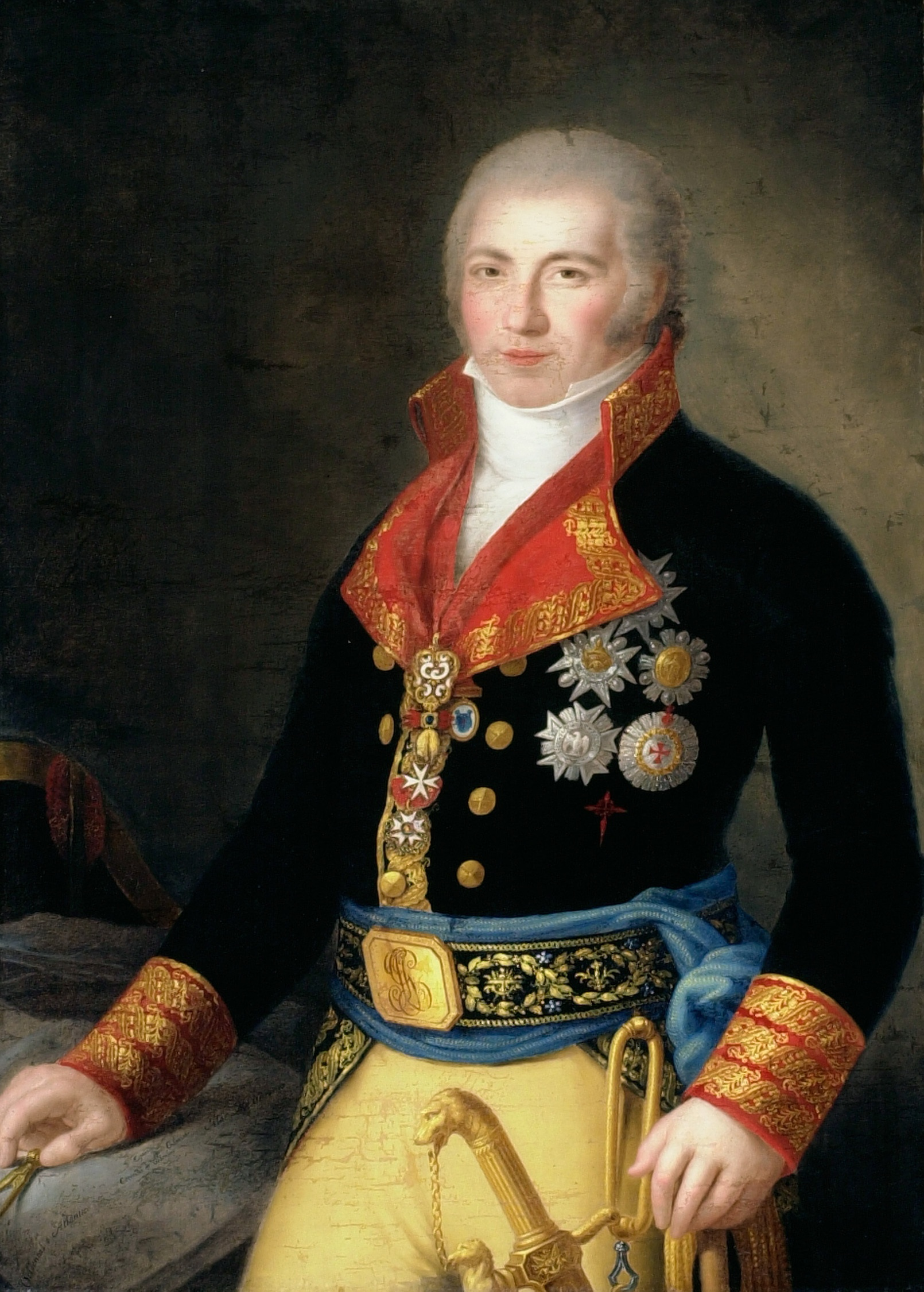
Il Ministro di Stato, Manuel Godoy.

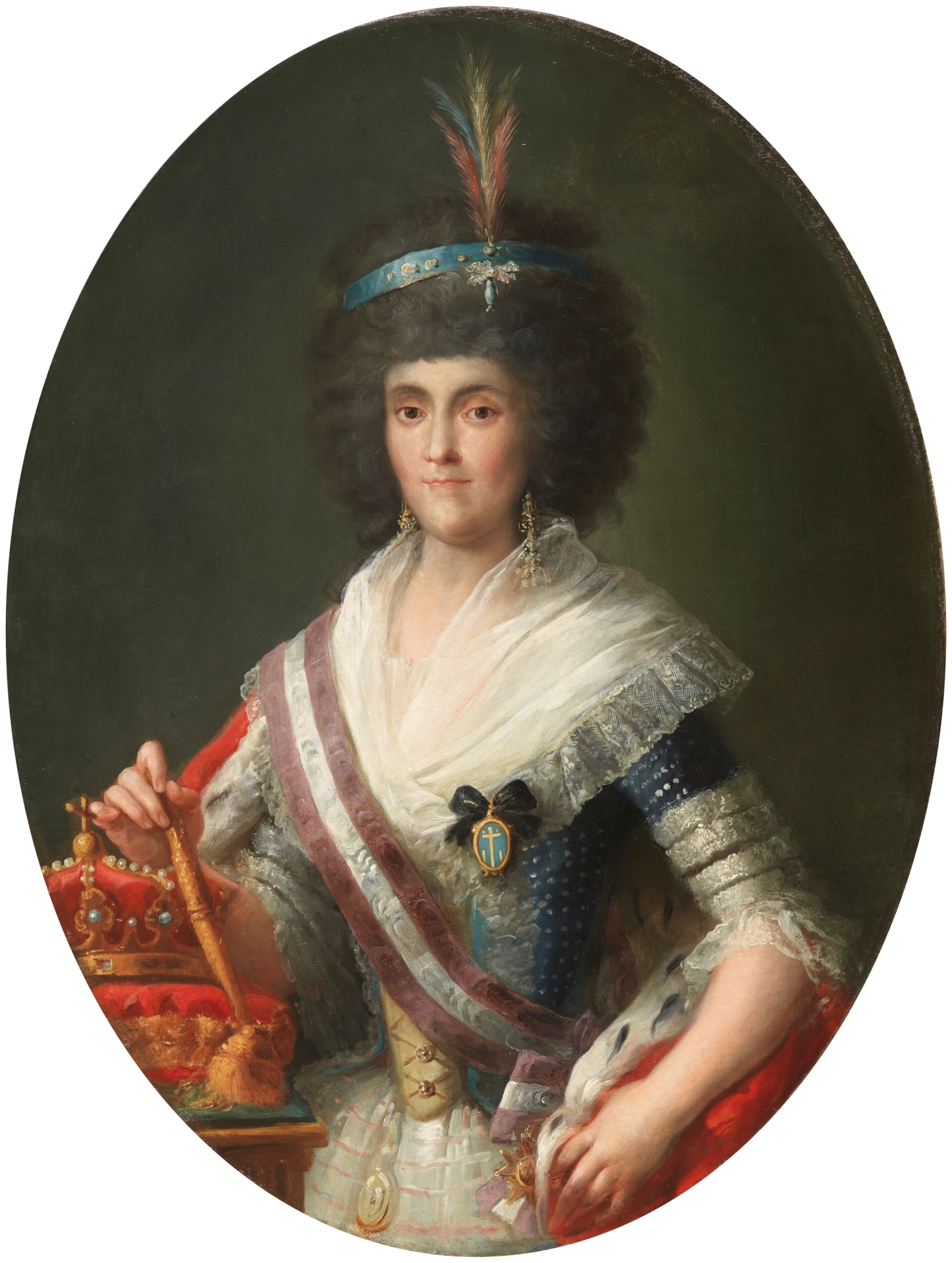
La regina Maria Luisa di Borbone-Parma, nonché madre di Ferdinando.

A Natale 1806, Ferdinando finanziò una raccolta di stampe satiriche, dal tono scurrile, dirette contro Godoy, nelle quali veniva denigrata anche la regina Maria Luisa e indirettamente criticato anche il Re. Le stampe vennero diffuse tra la nobiltà spagnola ed ebbero un grande impatto anche negli ambienti popolari, poiché i servitori di alcune case nobiliari le distribuivano nelle taverne e in altri luoghi pubblici. Tali azioni ebbero luogo in un periodo di generale malcontento in Spagna, conseguenza di diversi anni di scarsi raccolti e di gravi difficoltà finanziarie causate dallo stato di guerra quasi permanente e dal conseguente ostacolo al commercio con l'America. Il Principe delle Asturie con trovò infatti difficoltà a trovare il favore degli aristocratici e degli ecclesiastici, i quali erano così contrari al Ministro Godoy, che dal 1801, dopo la sua nomina a Generalissimo dell'Esercito, aveva accumulato uno straordinario potere politico. Il "Gruppo di Fernandino" ordinò un'operazione per togliere Godoy dal potere: la manovra fu scoperta il 27 ottobre 1807, mentre la famiglia reale era in vacanza a El Escorial. Nella stanza di Ferdinando furono trovati documenti che confermavano l'esistenza di una cospirazione, il cui scopo era quello di arrestare Godoy e perfino la Regina, se avesse cercato di impedirlo. Sebbene non si dicesse nulla sulla sorte di Carlo IV, il risultato logico dell'operazione non poteva essere altro che, come ha suggerito Miguel Artola, forzare la sua abdicazione in favore dell'erede al trono. Il Principe fu confinato nella sua stanza per ordine del Re e, non appena interrogato, confermò rapidamente l'esistenza della cospirazione e rivelò i nomi dei suoi membri, tra cui Escoiquiz ed il Duca di Infantado, quest'ultimo era forse l'aristocratico più influente dell'epoca.

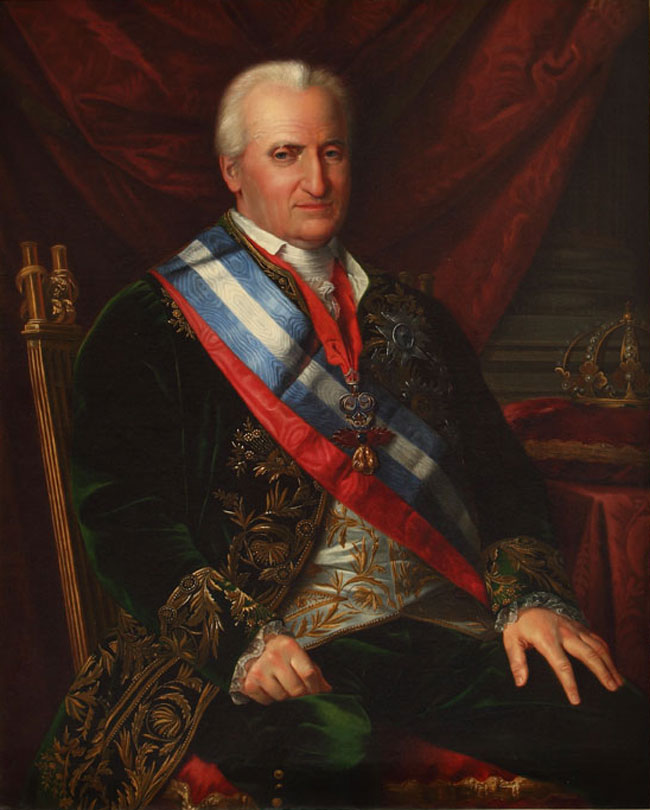
Dipinto del re Carlo IV di Spagna, pittore José de Madrazo, Palazzo reale di Aranjuez (Aranjuez).

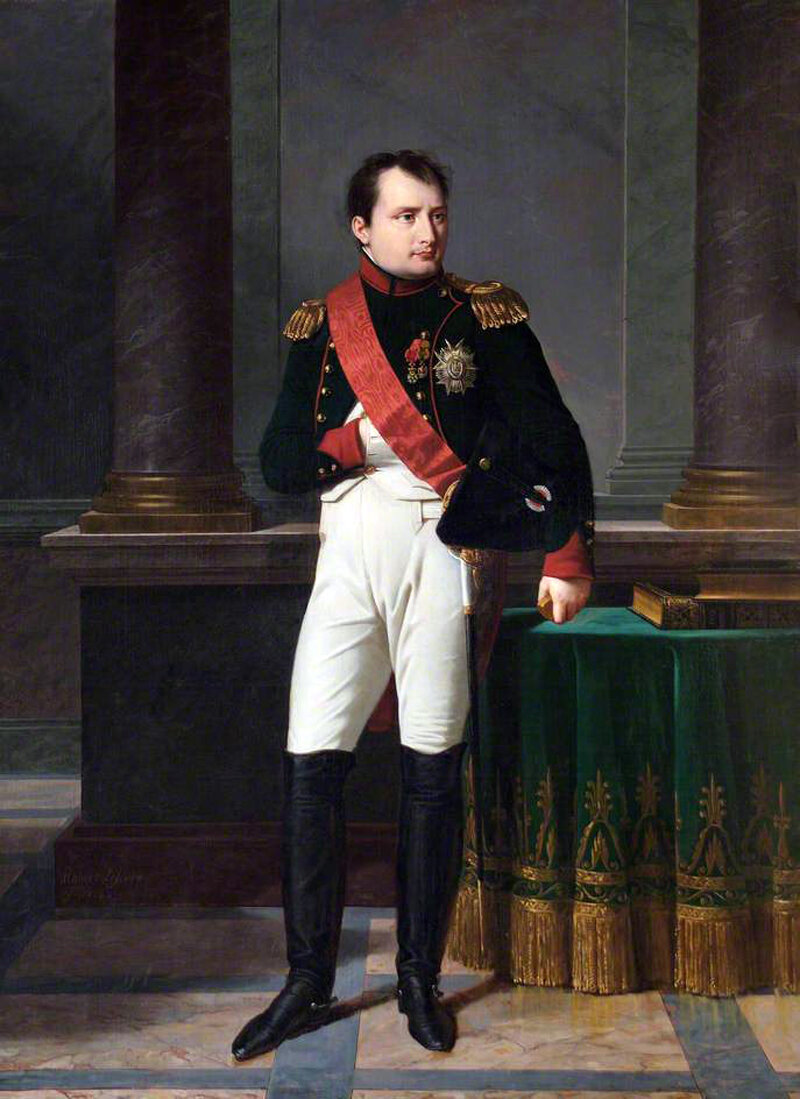
Dipinto di Robert Lefèvre, Napoleone Bonaparte, nel 1812.

Con un decreto pubblicato il 30 ottobre di quell'anno sulla "Gazeta de Madrid", Carlo IV informò il paese che suo figlio "aveva ammesso un piano per detronizzarmi". La gravità dell'incidente fece supporre che sarebbero state adottate misure severe, ma pochi giorni dopo, il 5 novembre, il giornale pubblicò un nuovo decreto reale in cui il sovrano perdonava il figlio e ordinava l'avvio di un procedimento legale contro i coinvolti nella cospirazione. Il decreto includeva lettere di Ferdinando ai genitori. Nella lettera indirizzata alla Regina, confessò senza mezzi termini la sua colpa: "Madre mia, mi dispiace per il grande crimine che ho commesso contro i miei genitori e i miei sovrani". Questa sorprendente confessione e il modo in cui la notizia di questo grave evento fu comunicata al pubblico causarono confusione, ma il perdono reale di Ferdinando e le lievi condanne inflitte ai cospiratori (i più noti, come Escoiquiz e Infantado, furono condannati solo all'esilio fuori dalle sedi reali), fecero sospettare a molti che tutto fosse stato tramato dallo stesso Godoy per screditare il Principe delle Asturie, i cui sostenitori lo presentavano come un innocente perseguitato dal perfido Godoy. Dopo l'ingresso delle truppe napoleoniche in Spagna, in seguito al Trattato di Fontainebleau, Ferdinando vide che questa era la sua opportunità per eliminare Manuel Godoy: le manovre contro Godoy si intensificarono, ordite principalmente da aristocratici vicini al principe Ferdinando, che agirono sotto la protezione da un lato dell'atmosfera generale del paese, chiaramente ostile a Godoy, e, dall'altro, dei difficili rapporti di quest'ultimo con Napoleone, fatto che indebolì la posizione politica del Generalissimo. Infine, il 17 marzo 1808, i nemici di Godoy decisero di passare all'azione e, approfittando della permanenza della famiglia reale ad Aranjuez, organizzarono un ammutinamento con l'obiettivo di catturarlo, tale azione passò alla storia come i "Moti di Aranjuez". Inizialmente Godoy sfuggì alle molestie della folla nascondendosi nel suo palazzo, ma alla fine fu scoperto e fatto prigioniero. Temendo per la vita del suo amico (come lo chiamava), Carlo IV lo licenziò da tutti i suoi incarichi, ma ciò non calmò l'entourage del Principe delle Asturie, che continuò a fare pressioni sul Re, suo padre, affinché ponesse fine alla vita di Godoy. In questa situazione, il 19 marzo Carlo IV abdicò in favore del figlio. Subito dopo, Ferdinando venne acclamato Re di Spagna da una folla opportunamente radunata davanti al balcone del Palazzo Reale di Aranjuez.

### Matrimoni

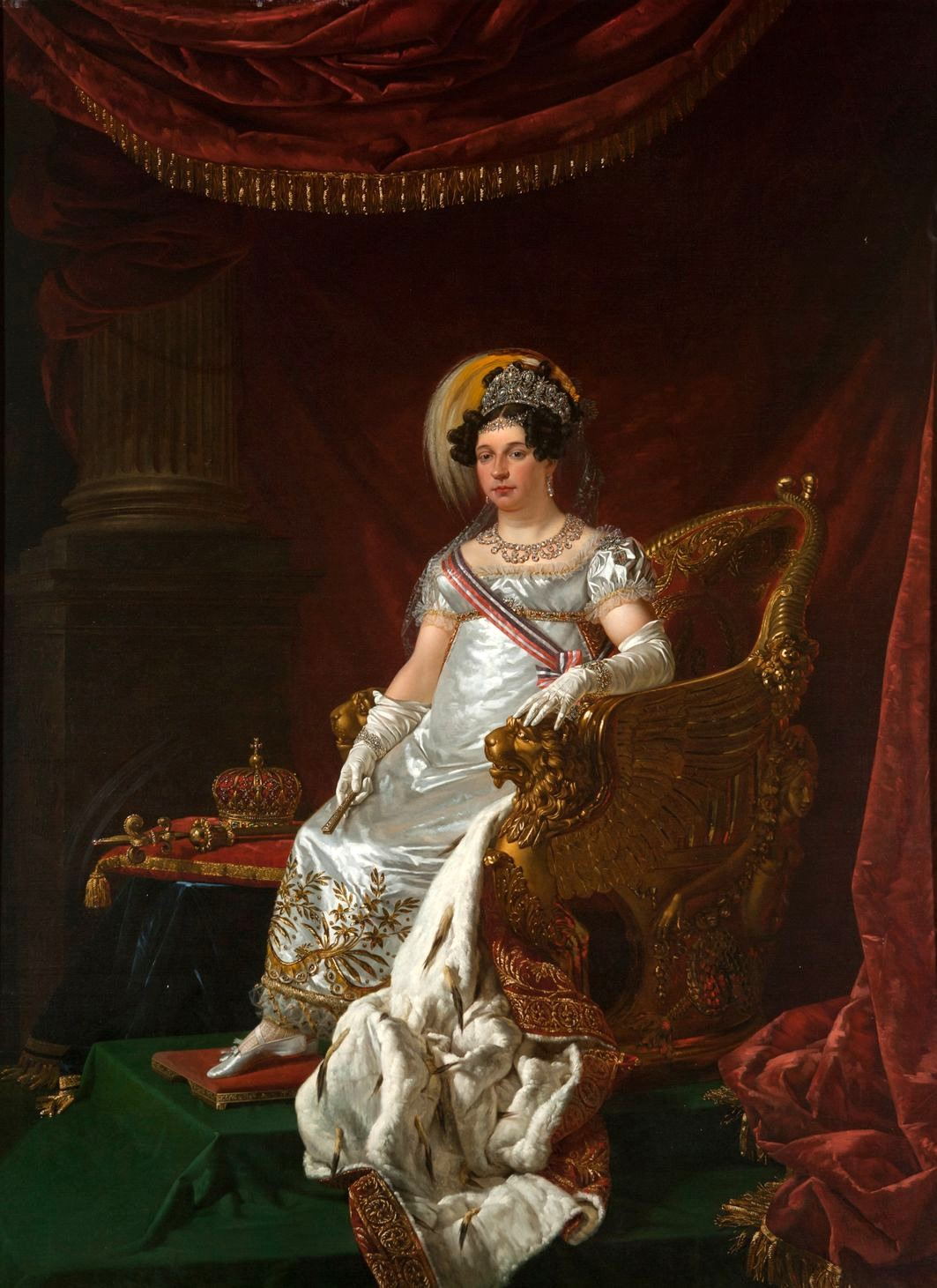
Maria Isabella di Borbone-Spagna, Regina consorte delle Due-Sicilie.

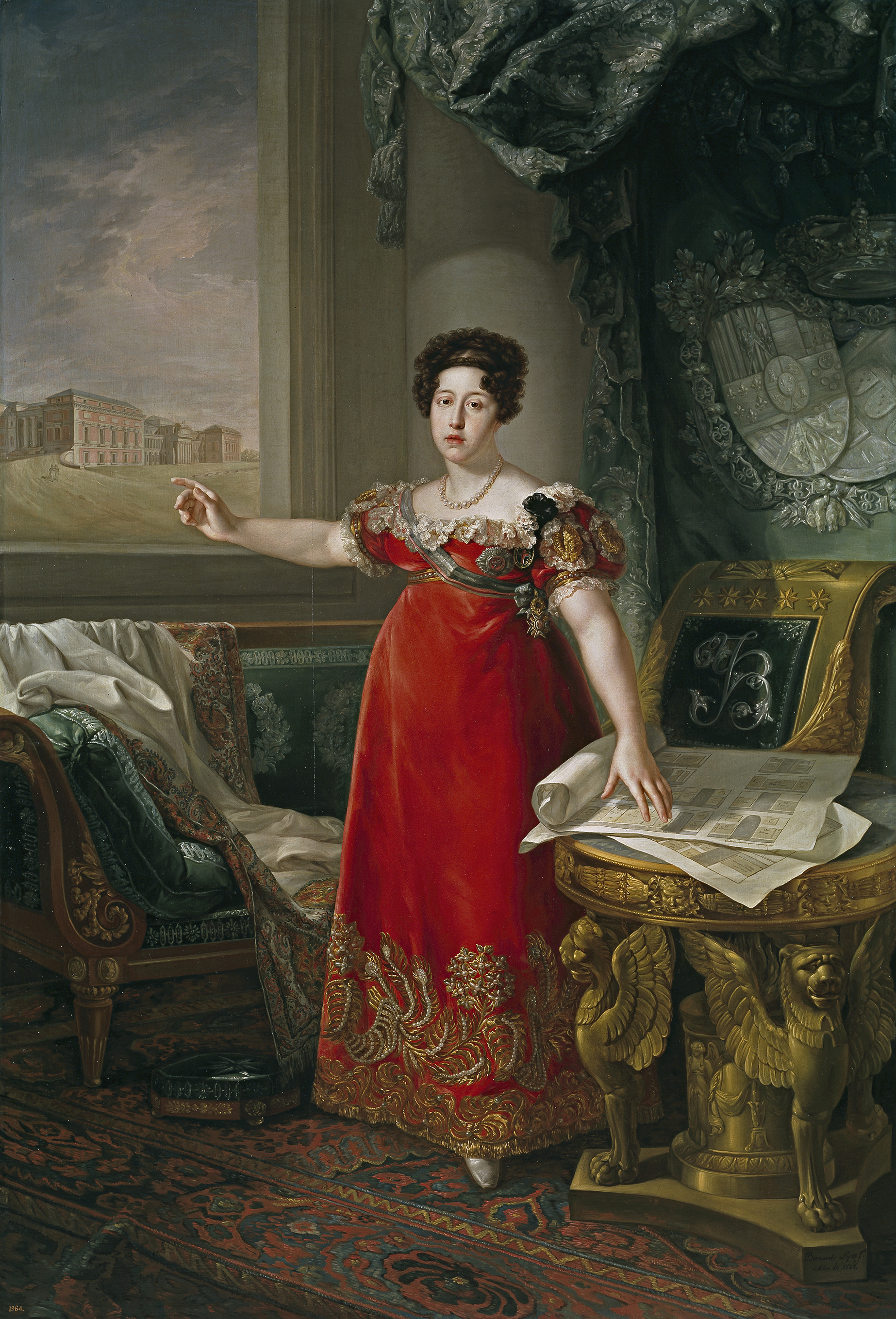
Maria Isabella di Braganza, seconda moglie di Ferdinando VII.

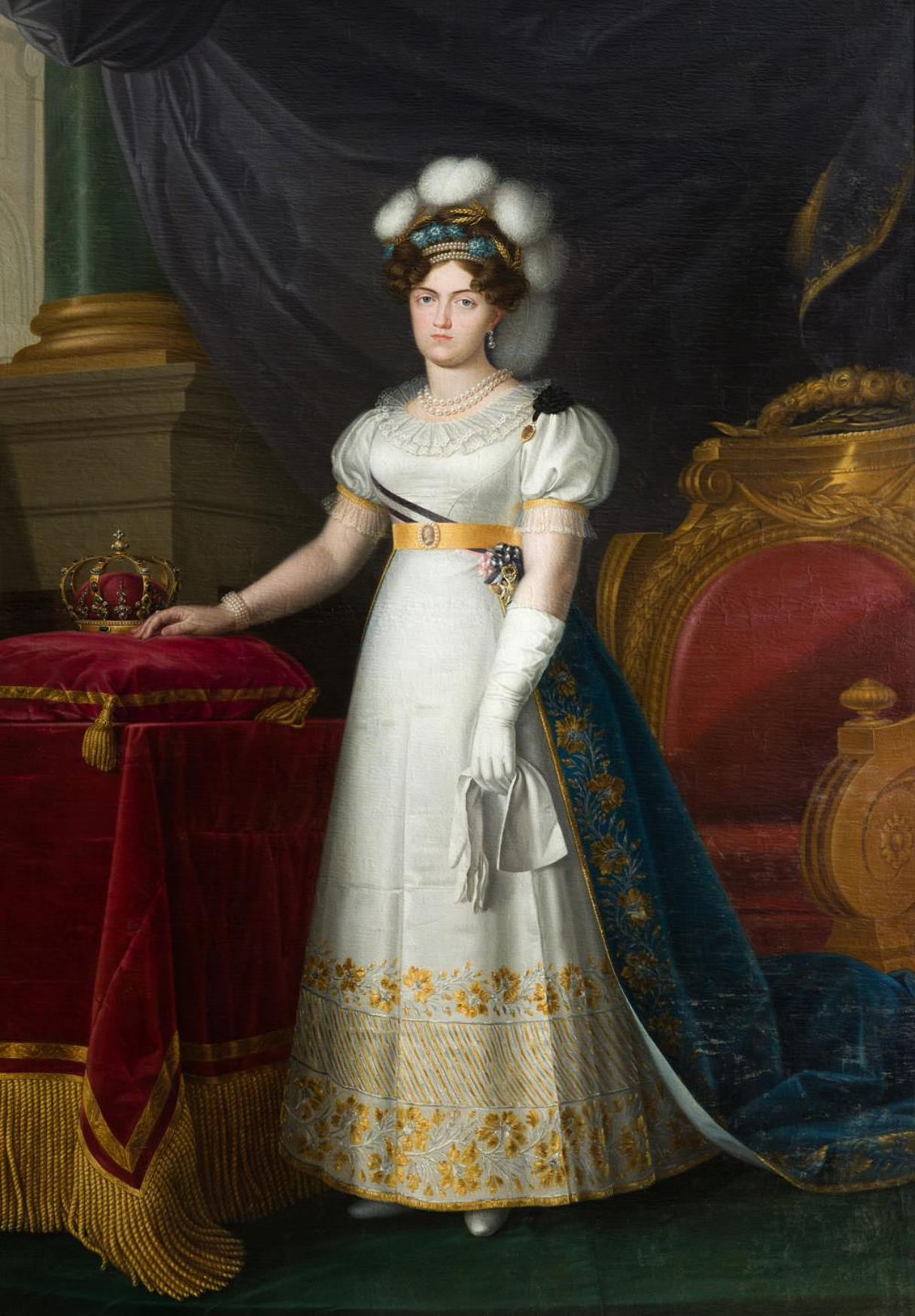
La regina di Spagna, Maria Giuseppa Amalia di Sassonia.

Ferdinando VII si sposò quattro volte: il 4 ottobre del 1802 vennero celebrate le nozze con Maria Antonia di Borbone-Due Sicilie, sua prima cugina ed appartenente alla casa dei Borbone di Napoli. Nello stesso periodo venne inoltre celebrato il matrimonio tra Maria Isabella di Borbone-Spagna, sorella di Ferdinando, con Francesco I delle Due Sicilie, fratello di Maria Antonia e principe ereditario del Regno delle Due Sicilie. Il matrimonio tra Maria Antonia e Ferdinando di Spagna tuttavia non produsse discendenza e Maria Antonia morì di tubercolosi il 21 maggio 1806. Rimasto vedovo, Ferdinando sposò nel 1816 la nipote Maria Isabella di Braganza, figlia di Giovanni VI del Portogallo e di Gioacchina di Spagna, zia paterna di Ferdinando. Questo secondo matrimonio ebbe breve durata, in quanto Maria Isabella morì nel 1818 in seguito alle complicazioni di un parto. Da questo secondo matrimonio nacque una figlia, Maria Isabella Luisa, che tuttavia sarebbe morta dopo pochi mesi. Nel 1819 Ferdinando, vedovo, sposò Maria Giuseppa Amalia di Sassonia sua seconda cugina, in quanto discendente di Ferdinando I di Parma, nato Infante di Spagna, senza avere figli neanche da lei. Nel 1829, si unì infine in matrimonio per la quarta volta, con un'altra sua nipote, Maria Cristina di Borbone-Due Sicilie, figlia del re Francesco I delle Due Sicilie. Da questo ultimo matrimonio nacquero due figlie, ovvero Isabella, futura regina di Spagna, e Luisa Ferdinanda di Borbone-Spagna.

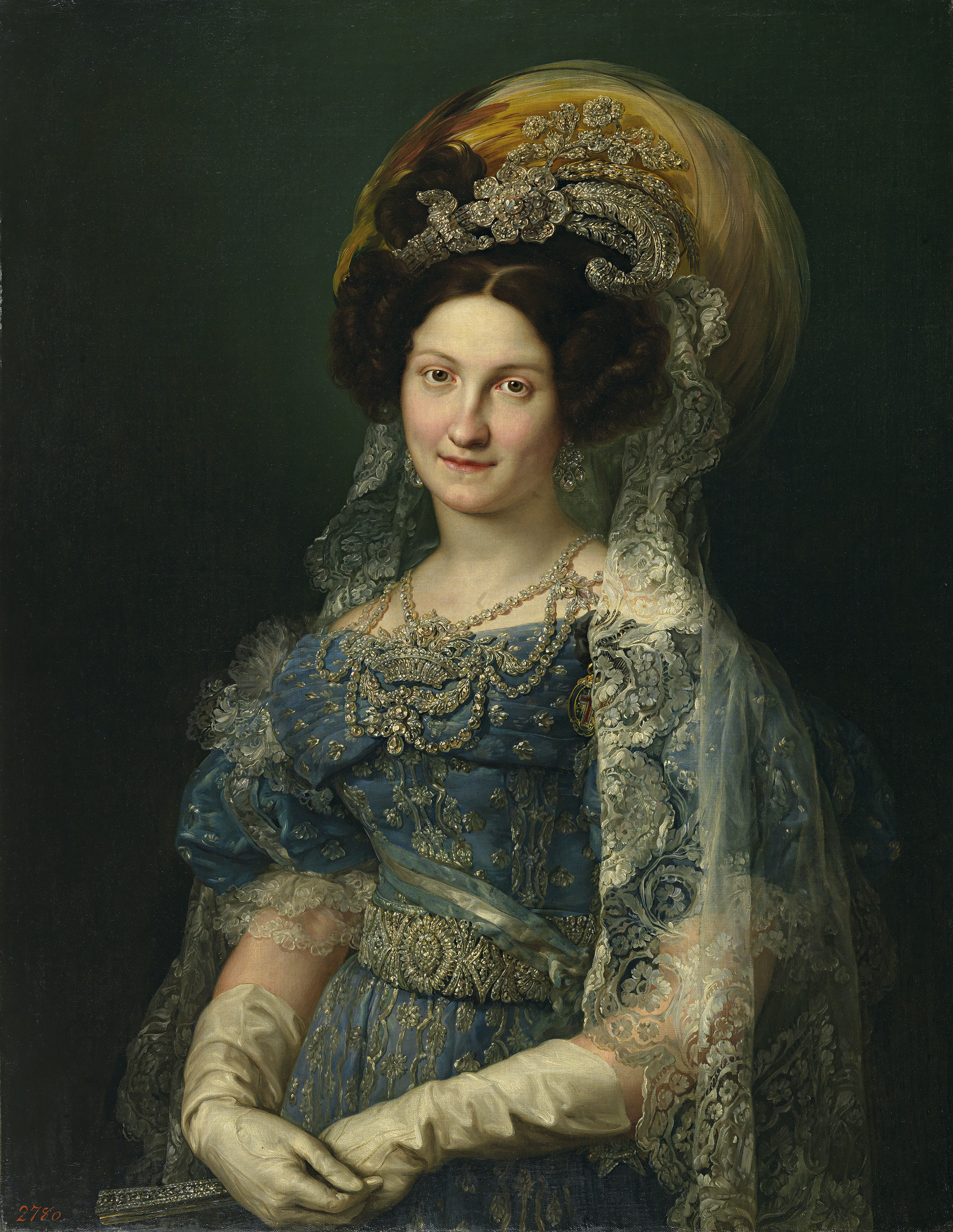
Maria Cristina di Borbone-Due Sicilie, quarta moglie di Ferdinando.

Il 31 marzo 1830, Ferdinando promulgò la Prammatica Sanzione (Pragmática Sanción): la Pragmática stabiliva che, se il Re non avesse avuto un erede maschio, la figlia maggiore avrebbe ereditato il trono. Questo escludeva, in pratica, l'infante don Carlo Maria Isidoro, fratello di Ferdinando, dalla successione alla corona spagnola. In questo modo, sua figlia Isabella, nata poco dopo, si vedeva riconosciuta come erede della corona, con grande disapprovazione dei sostenitori dell'infante Carlos. Luis de Mon y Velasco (1826-1878), conte del Pinar, scrive:"La sedicente Prammatica Sanzione di Ferdinando VII non è altro che un intreccio di menzogne, menzogne che a questo povero Monarca di triste memoria fecero dire i suoi ministri. Ferdinando offende la verità, la quale nessuno più di un Monarca è tenuto a rispettare, soprattutto nelle sue leggi, e ancor di più quelle leggi che riguardano gli interessi più importanti e più sacri del suo popolo".
Nel 1832, trovandosi il Re gravemente ammalato, i sostenitori dell'Infante tentarono invano di fargli fare testamento in favore di Carlo. Fallendo nell'intento, Carlo si trasferì in Portogallo. Intanto, Maria Cristina, nominata Reggente durante la grave malattia del marito (l'erede Isabella aveva solo tre anni), cominciò un avvicinamento verso i liberali e concesse ampie amnistie ai liberali in esilio, prefigurando un cambio politico verso il liberalismo che si sarebbe prodotto dopo la morte di Ferdinando VIII. Il monarca spagnolo morì nel 1833 e l'infante Carlo, insieme con altri suoi sostenitori che lo consideravano il legittimo in quanto fratello del Re, chiamati Carlisti, e non Isabella, si sollevarono e cominciarono la Prima guerra carlista. Con questo fece la sua comparsa il carlismo. Il re Ferdinando ebbe 4 figli, tutte femmine, ma solo le ultime due gli sopravvissero.

### Re di Spagna

#### Ascesa al trono

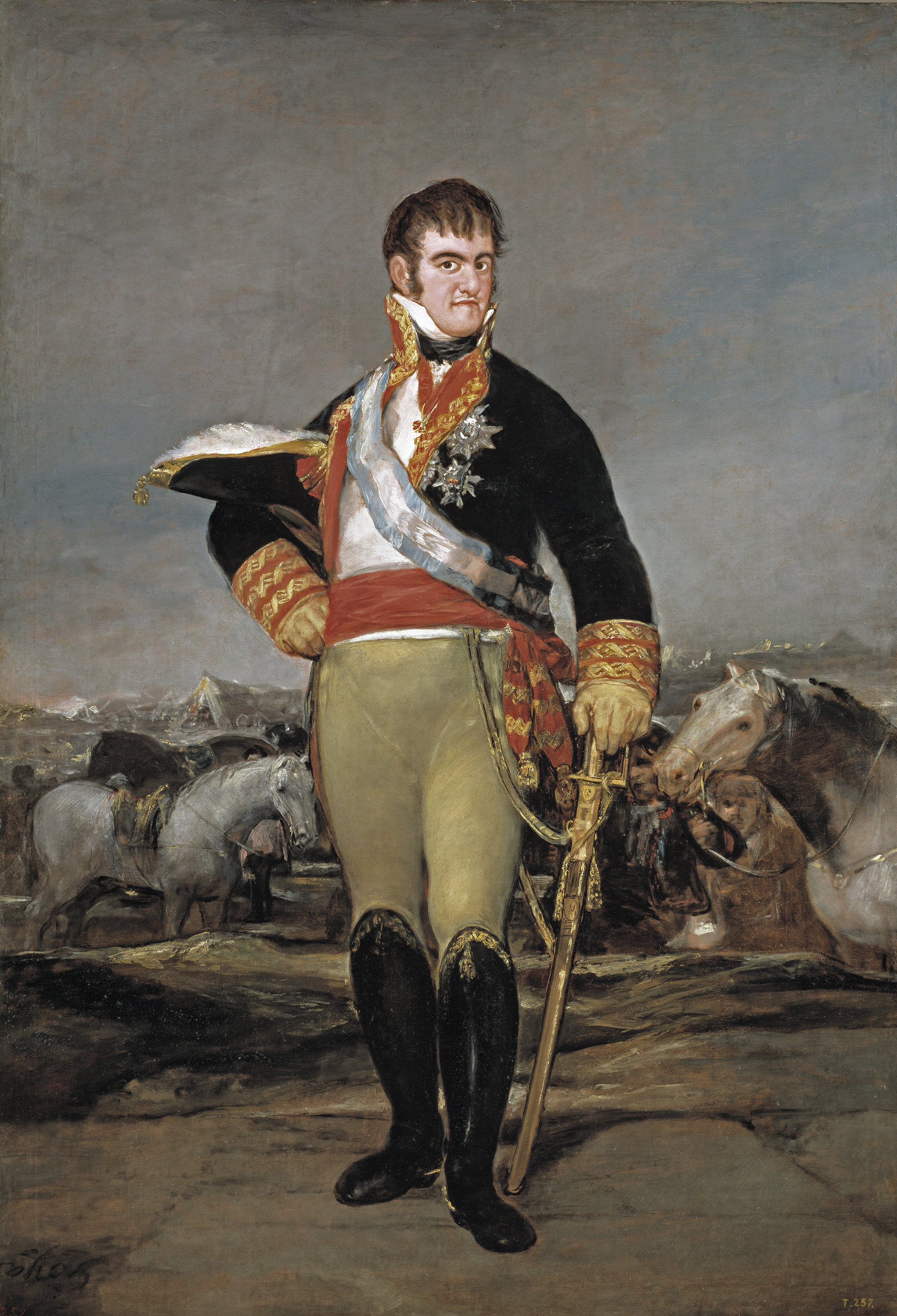
Dipinto del re Ferdinando VII di Spagna, pittore Francisco Goya, circa1815, Museo del Prado, Madrid.

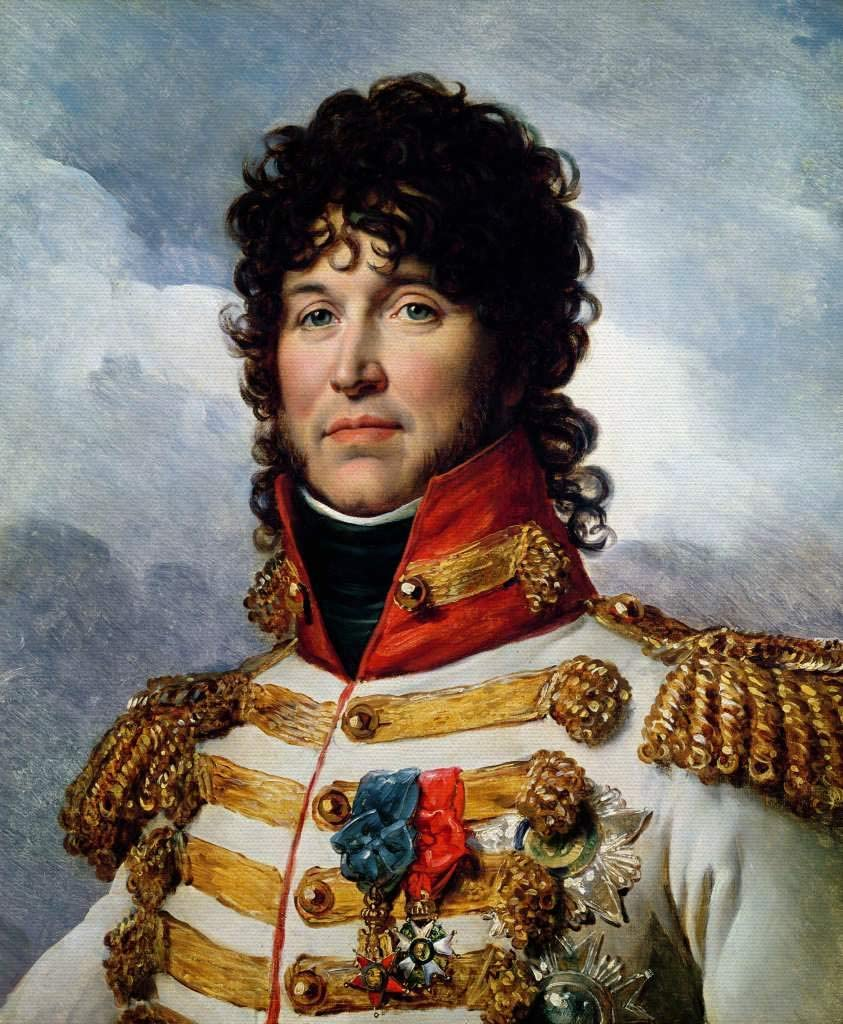
Gioacchino Murat.

Il 17 marzo 1808 Carlo IV di Borbone-Spagna abdicò e di conseguenza il figlio gli successe come Ferdinando VII di Spagna. Il 24 marzo re Ferdinando VII si trasferì a Madrid, dove ricevette una calorosa accoglienza popolare e fu acclamato sovrano per la seconda volta. Al tempo la capitale, così come parte della Spagna settentrionale, erano di fatto sotto il contro delle truppe francesi, sotto il comando di Gioacchino Murat che fu nominato da Bonaparte quale suo Luogotenente generale in Spagna. La presenza dei francesi nel regno fu giustificata dal Trattato di Fontainebleau, firmato il 27 ottobre 1807, che prevedeva che la Spagna e la Francia invadessero il Portogallo, così da allontanare i britannici dalla penisola iberica. Fino alla metà di aprile dello stesso anno, la situazione politica spagnola era estremamente confusa: l'autorità di Ferdinando era precaria nella pratica, poiché i francesi agivano liberamente in una parte significativa del territorio, anche in città chiave come Barcellona. A Madrid, Murat controllava l'operato delle autorità spagnole e la Gazeta de Madrid, organo fondamentale poiché all'epoca era il mezzo di comunicazione ufficiale del paese. Inoltre l'Imperatore Napoleone non legittimava Ferdinando quale Re di Spagna a causa delle circostanze dell'abdicazione di re Carlo IV. Il sovrano francese non si rivolse mai all'omonimo spagnolo col trattamento di Maestà ma sempre con quello di Altezza Reale, titolo riservato ai principi. Ferdinando, da parte sua, concentrò tutti i suoi sforzi sull'ottenimento del riconoscimento di Napoleone.

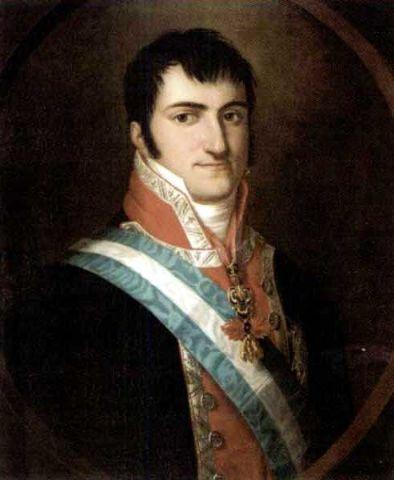
Ferdinando di Spagna dipinto da Francisco Lacoma y Fontanet.

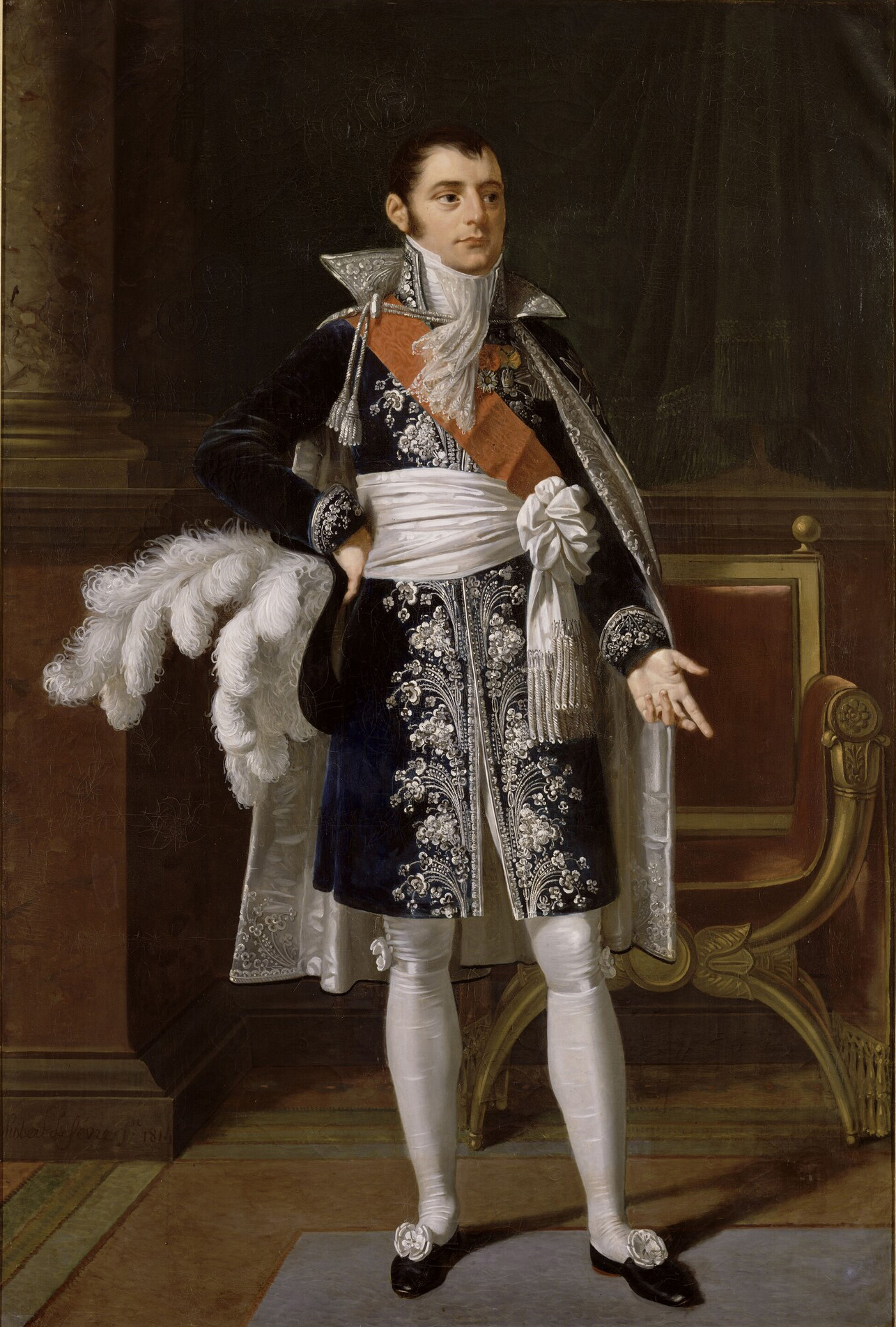
Anne Jean Marie René Savary.

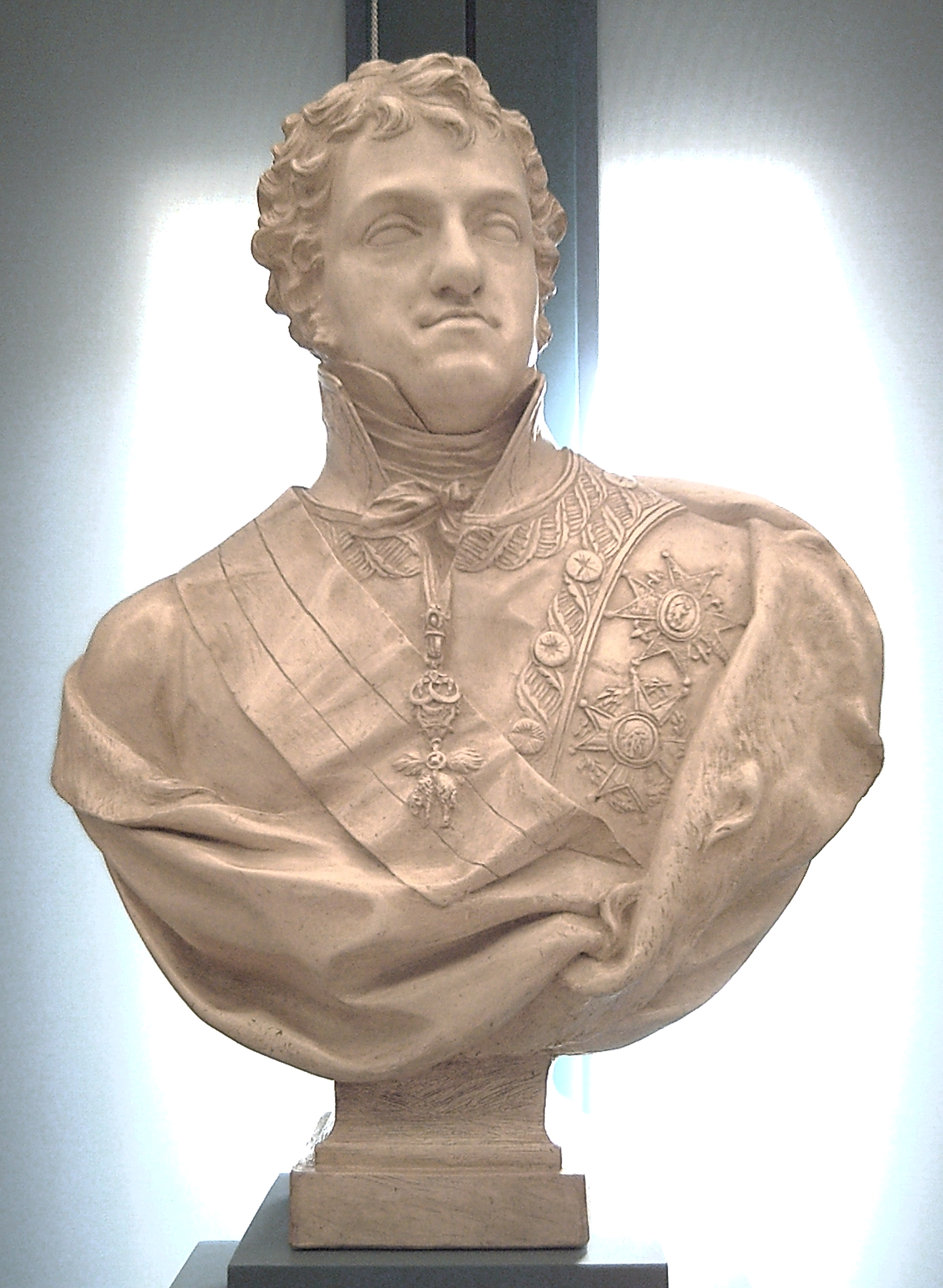
Busto ufficiale di Ferdinando VII, per F. Elías (R.A.B.A.S.F., Madrid).

La confusione aumentò quando Napoleone annunciò la sua intenzione di recarsi a Madrid per incontrare Ferdinando VII e rafforzare l'alleanza tra i due paesi; Il sovrano spagnolo interpretò la notizia in modo molto positivo, poiché ritenne che la visita dell'Imperatore implicasse un suo riconoscimento, che avrebbe consolidato la sua posizione all'estero e dissipato i sospetti che alcuni nutrivano ancora circa l'invalidità delle dimissioni di Carlo IV. Così, non appena il Generale Savary, inviato di Napoleone, annunciò a Ferdinando VII l'imminente ingresso di Napoleone in territorio spagnolo, il Re di Spagna gli andò incontro. Il 10 aprile 1808 lasciò Madrid diretto a nord, fiducioso che il suo incontro con Napoleone non avrebbe subito ritardi, ma rimase a Bayonne, dove Savary convinse Ferdinando e i suoi più stretti consiglieri (il duca di Infantado, Escoiquiz e il duca di San Carlos, che avevano formato una specie di cerchio impenetrabile attorno al re) di proseguire il viaggio verso il confine, con la promessa di tenere l'incontro tra i due sovrani in territorio spagnolo. Ciò non avvenne e Ferdinando e il suo seguito proseguirono il viaggio verso Bayonne, dove arrivarono il 20 aprile. A Bayonne, Bonaparte riunì anche l'ex sovrano Carlo IV e tutti i membri della casa reali residenti in Spagna, nonché lo stesso Godoy, liberato dalla prigione in cui era stato tenuto a seguito della sua caduta. Approfittando della situazione, Napoleone riuscì strappare a Carlo IV ed a Ferdinando VII i diritti sulla corona spagnola il 5 maggio 1808. Il 10 di quel mese, Ferdinando VII, suo fratello Carlo Maria Isidoro, primo in linea di successione, e suo zio, l'Infante Antonio Pasquale, partirono per Valençay, loro luogo di residenza designato da Napoleone. Durante il viaggio, il 12 maggio Ferdinando ed i suoi due compagni firmarono a Bordeaux un manifesto indirizzato al popolo spagnolo, in cui re Ferdinando annunciava la sua rinuncia alla corona di Spagna in favore di Bonaparte e invitava la popolazione a obbedirgli e a mantenere la calma.

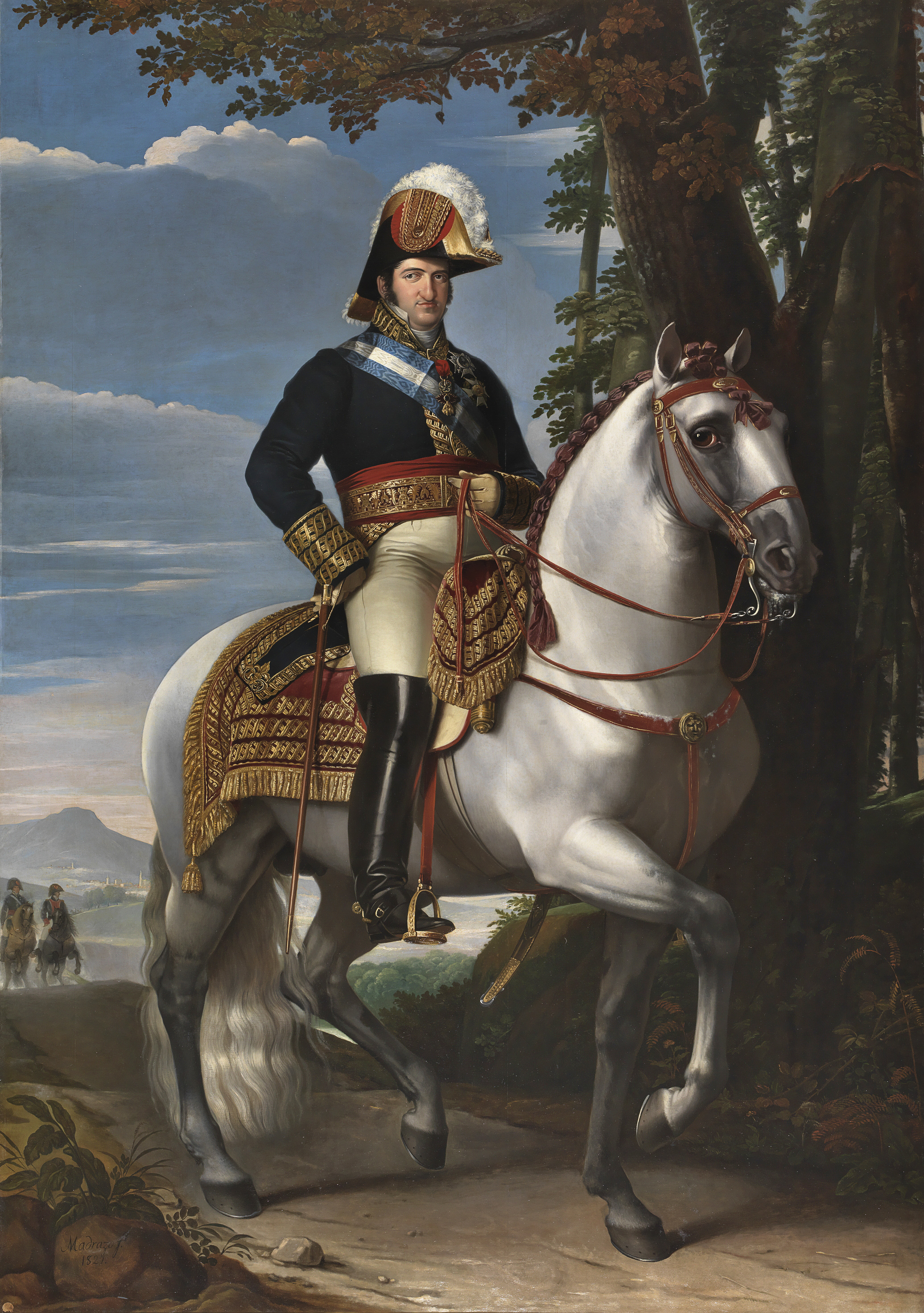
Ritratto equestre di re Ferdinando.

Dal 23 maggio 1808, quando la notizia dell'abdicazione di Bayonne fu diffusa in Spagna attraverso la Gazeta de Madrid, si formarono delle giunte in diverse città, che proclamarono re Ferdinando VII, per la terza volta, e dichiararono guerra a Napoleone in suo nome. Nello stesso tempo, le nuove autorità intrapresero un intenso lavoro di propaganda per creare un'immagine estremamente positiva di Ferdinando VII, presentandolo come il "Principe innocente", adorno di tutte le virtù e vittima successiva di due tiranni, quello interno, Godoy, e quello esterno, Napoleone. In Spagna, insorta in armi contro i francesi, questa immagine del Re prevalse durante la guerra, mentre egli trascorreva le sue giornate a Valençay, ignaro di quanto accadeva nel suo regno, rifiutando i piani di fuga orditi da più parti e completamente sottomesso a Napoleone, di cui chiese di essere figlio adottivo e con cui si congratulò per iscritto in occasione delle sue vittorie. Ad sedere sul trono spagnolo fu il fratello di Napoleone, Giuseppe Bonaparte, asceso al trono ufficialmente il 6 giugno 1808. In seguito alla suddetta invasione della Spagna da parte dell'Impero napoleonico, scoppiò la Guerra d'Indipendenza spagnola, venendo create poi le Cortes di Cadice e fu redatta la Costituzione del 1812. Nonostante questo, la Spagna era divisa tra liberali, che volevano consolidare le conquiste della norma fondamentale, e assolutisti. Questi ultimi, chiamati anche serviles dai primi, intendevano ritornare alla situazione dell'Ancien Régime.

#### Ritorno sul trono

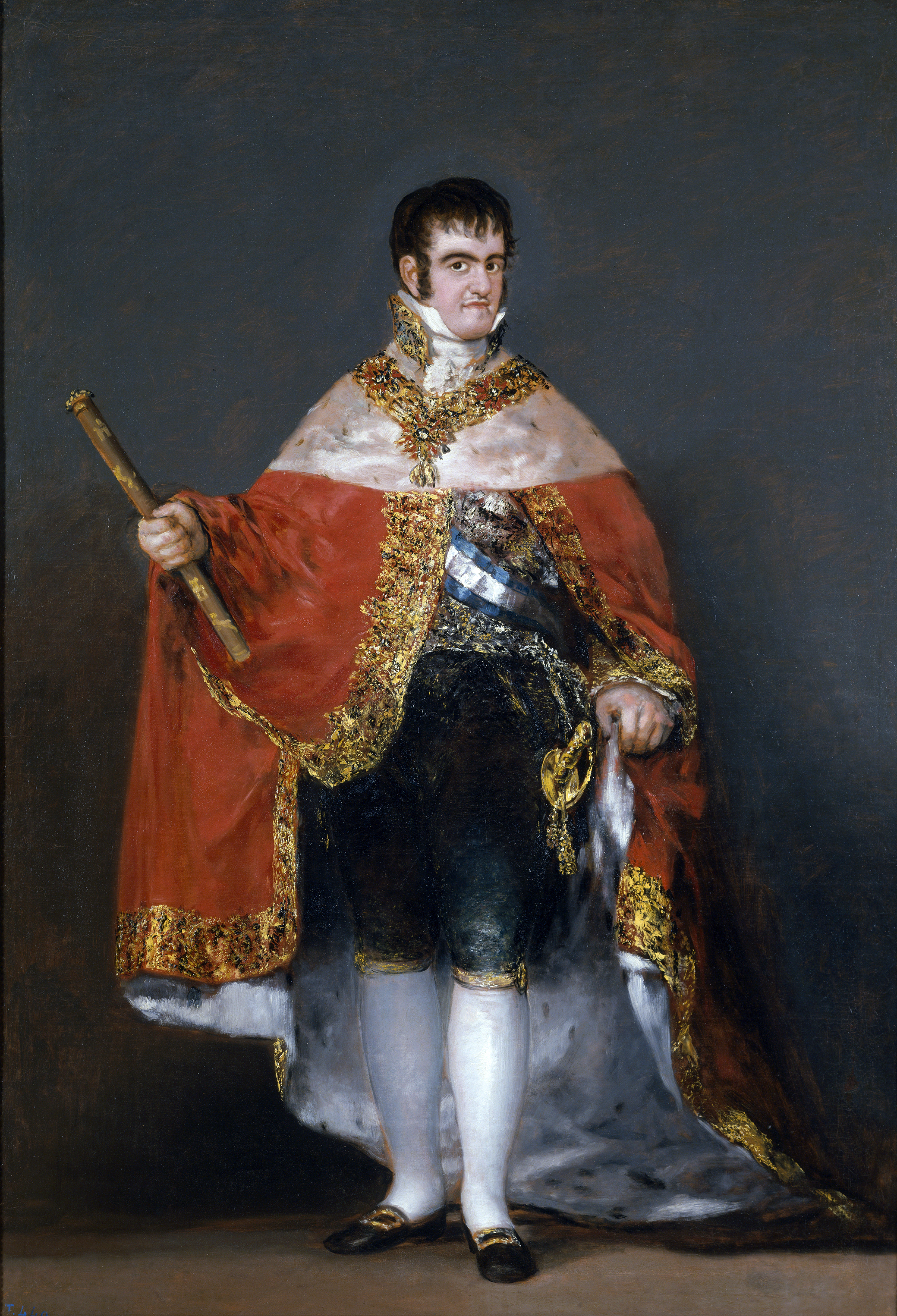
Ferdinando VII, dipinto da Goya, 1815 circa, rientrato in Spagna.

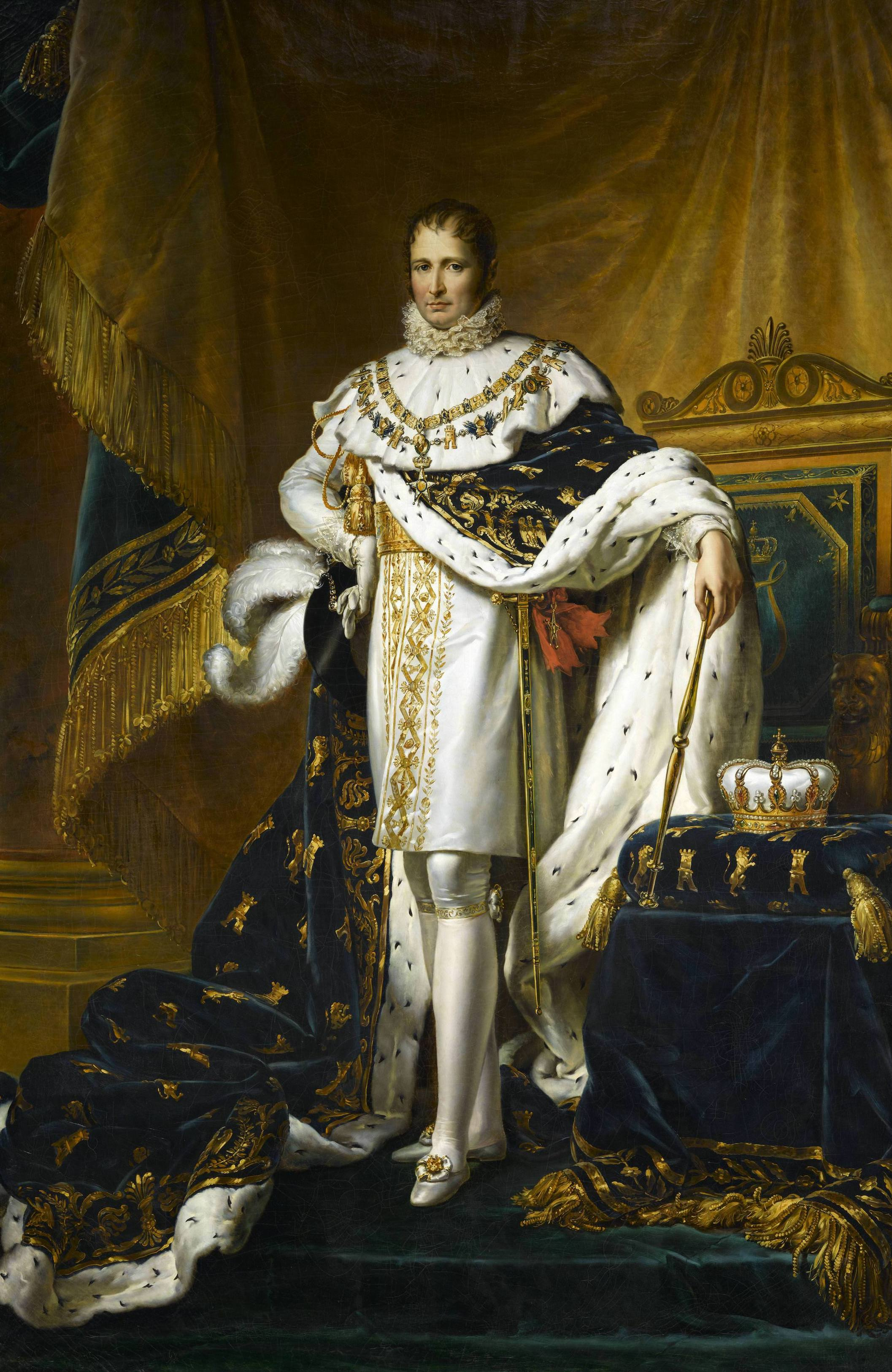
Giuseppe I di Napoli e di Spagna.

Alla fine del 1813, quando la coalizione guidata dalla Gran Bretagna metteva in pericolo la continuità dell'Impero francese e Giuseppe I di Spagna aveva abbandonato il territorio spagnolo dopo la grave sconfitta subita a Vitoria, Napoleone aprì trattative con Ferdinando VII per porre fine ai conflitti in Spagna e allontanare tale paese da una possibile alleanza con gli inglesi. L'11 dicembre dello stesso anno venne firmato il Trattato di Valençay, in virtù del quale Bonaparte consentì il ritorno in Spagna di Ferdinando VII come sovrano con pieni poteri. I negoziati per questo trattato si svolsero a Valençay, all'insaputa delle Cortes spagnole e della Reggenza, che esercitava il potere esecutivo per conto di Ferdinando VII. Questa linea di condotta contravveniva a un decreto delle Cortes di Cadice del 1° gennaio 1811, che proibiva al Re di Spagna di firmare accordi o trattati con altre potenze mentre era privato della libertà, al di fuori del territorio spagnolo. Ma re Ferdinando ignorò questa disposizione, così come quanto stabilito nella Costituzione del 1812 riguardo al suo giuramento e il 13 marzo 1814, con l'approvazione dell'Imperatore, lasciò Valençay. Il 22 dello stesso mese, entrò in Spagna attraverso Báscara (Gerona). Fu accolto con entusiasmo dal popolo spagnolo e mostrò la sua preoccupazione per la situazione dei suoi vassalli. L'uso di questo termine preoccupava i liberali, poiché la cosa più logica sarebbe stata riferirsi a loro come cittadini. Non giurò la Costituzione, né seguì l'itinerario tracciato dalle Cortes, ma dopo una breve sosta a Saragozza, dove ricevette ogni genere di omaggi, si diresse a Valencia. Giunto a Valencia, Ferdinando e la sua cerchia più ristretta organizzarono un sistema propagandistico e militare volto a controllare i sostenitori del regime costituzionale e a facilitare l'assunzione della piena sovranità da parte di Ferdinando VII. Nei pulpiti e nei giornali monarchici (alcuni creati espressamente) veniva elogiato il Re assoluto.

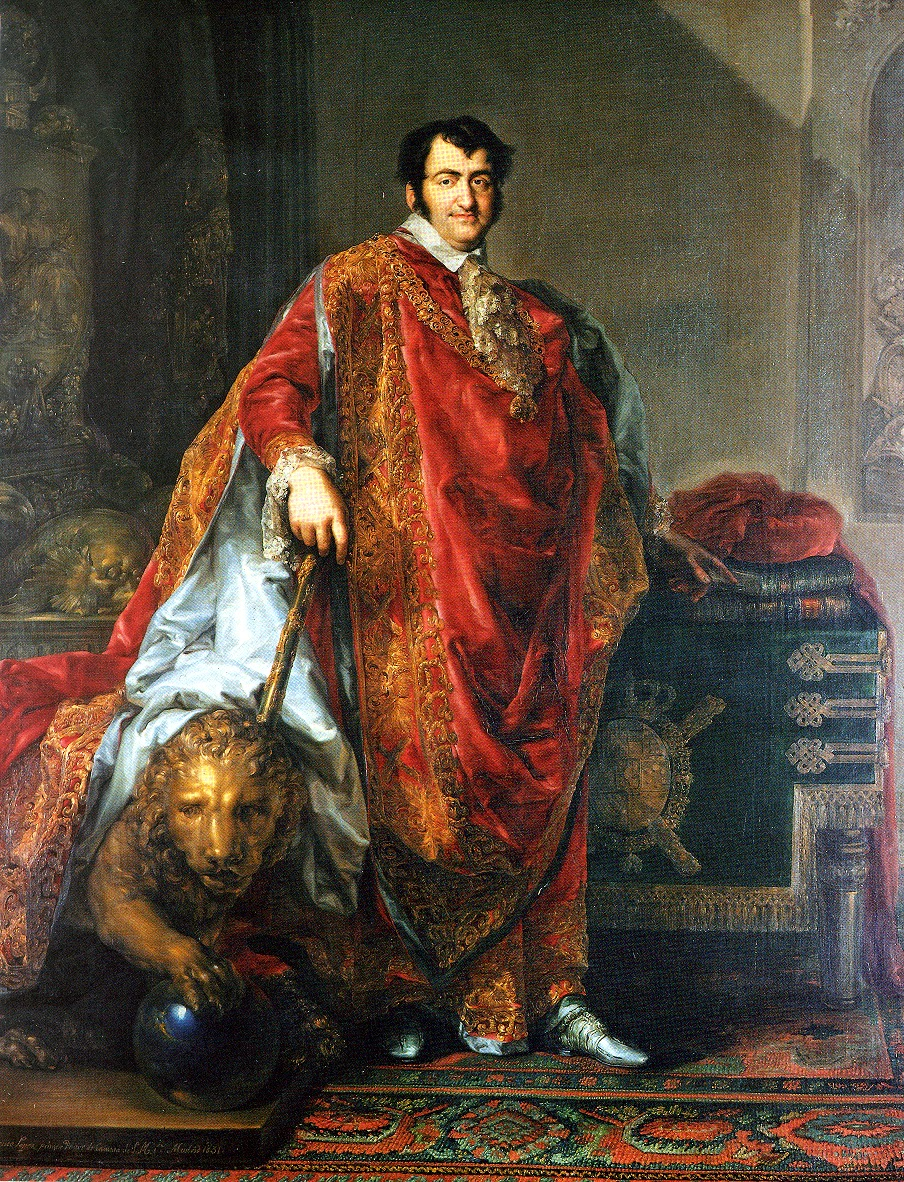
Re Ferdinando nelle vesti di Gran Maestro dell'Ordine del Toson d'oro.

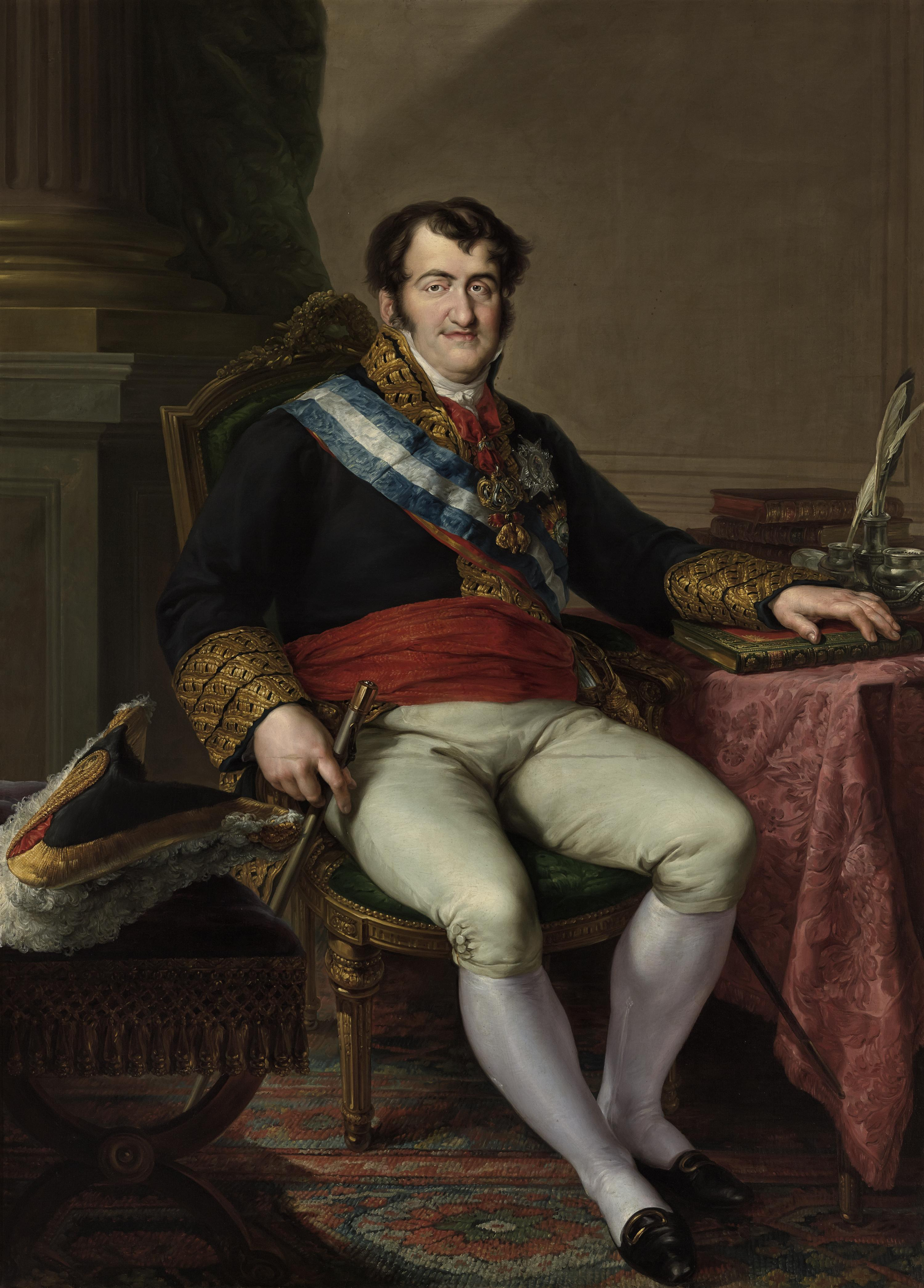
Ferdinando VII di Spagna dipinto dal pittore Vicente López y Portaña.

Il 4 maggio 1814 il monarca firmò un decreto che aboliva la Costituzione e dichiarava nullo e non valido il lavoro delle Cortes. Nella notte tra il 10 e l'11 di quel mese, il Capitano Generale di Madrid imprigionò i più noti deputati liberali delle Cortes e di altre autorità costituzionali e il 13 Ferdinando VII entrò a Madrid acclamato dalla folla radunata al suo passaggio. Da quella data fino a gennaio 1820, Ferdinando VII agì come Re assoluto, tale periodo è infatti noto come Periodo dei sei anni di assolutismo, sebbene non fosse in grado di mettere in atto tutti gli organi e le usanze dell'Ancien Régime. In questi anni, i liberali tentarono senza successo di ristabilire la Costituzione, alcuni progettarono addirittura di porre fine alla vita del monarca. Così, attraverso una serie di decreti, vennero ripristinati gli organismi politici e amministrativi che esistevano prima della Guerra d'indipendenza spagnola. Inoltre, vennero ripristinati i privilegi di alcune classi sociali e venne limitata l'autonomia delle colonie spagnole nel continente americano. Durante questo periodo assoluto di sei anni si verificò una grave crisi economica e un clima politico instabile. Da un lato, la guerra contro i francesi portò alla devastazione dell'agricoltura e alla rovina dell'industria. D'altro canto, molti liberali fuggirono dal Paese e si stabilirono in Francia e in Inghilterra (da dove progettarono varie cospirazioni e dichiarazioni). Quanto a coloro che rimasero, Ferdinando VII li perseguitò e li bollò come filo-francesi ed ex collaboratori del regime di Giuseppe I Bonaparte.

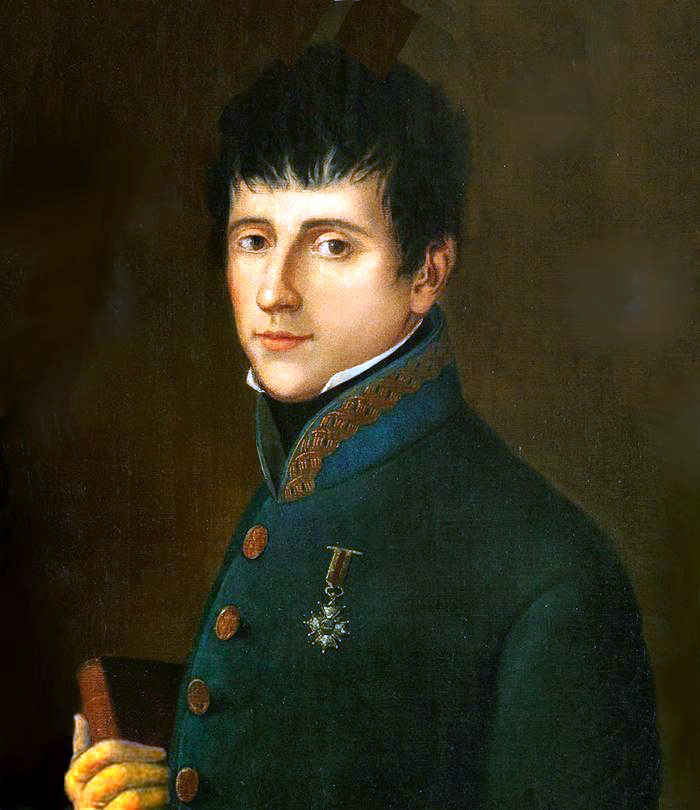
Rafael del Riego, ritratto tra la fine del XVIII e l'inizio del XIX secolo.

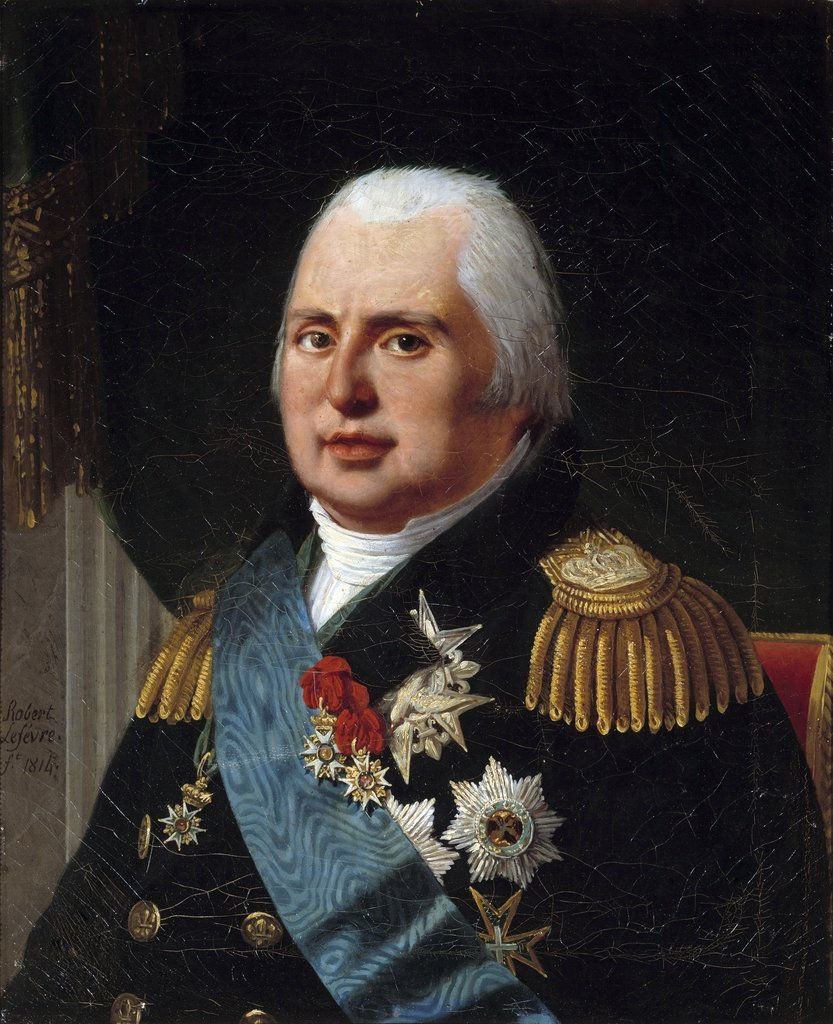
Ritratto raffigurante Luigi XVIII di Borbone, sovrano di Francia.

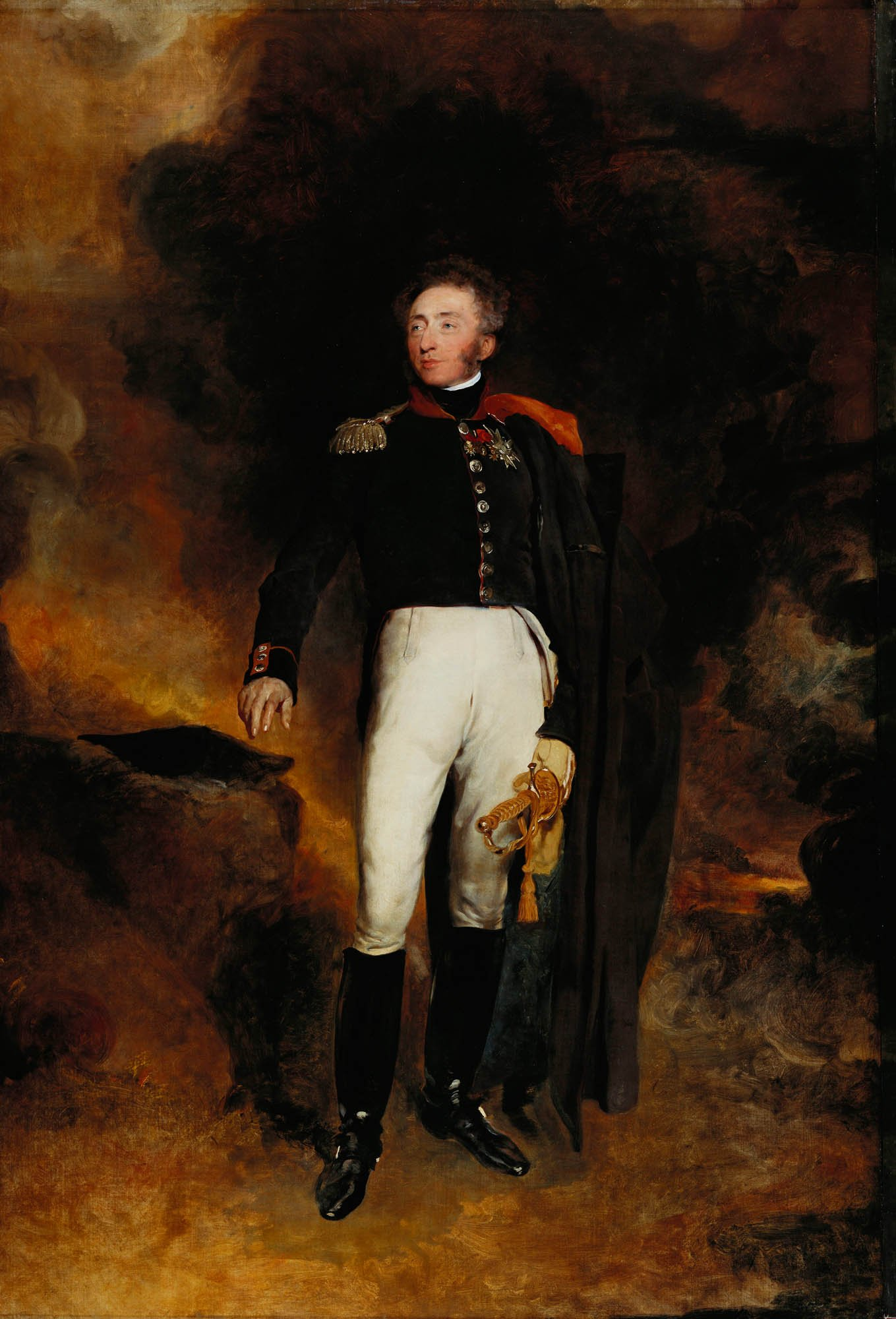
Luigi Antonio, Duca di Angoulême

Il 1º gennaio 1820, un gruppo di ufficiali militari, guidati da Rafael del Riego, si ribellò nel comune sivigliano di Las Cabezas de San Juan per il ripristino della Costituzione del 1812: sebbene inizialmente sembrasse che ancora una volta gli assolutisti avrebbero controllato la situazione, diverse città aderirono alla dichiarazione e il monarca fu costretto ad accettare il ritorno al costituzionalismo. Il 10 marzo 1820, Ferdinando VII dichiarò la sua volontà di accettare la Costituzione e la giurò nel luglio dell'anno successivo. Era la prima volta che il Re prestava questo giuramento. Dopo il ripristino del sistema costituzionale (il regime durò tre anni, noti come "Triennio liberale"), Ferdinando VII si sentì estremamente a disagio e ben presto fece capire chiaramente che i liberali gli impedivano di esercitare le sue funzioni regali e che lo tenevano in una sorta di prigionia. Ossessionato dalla sua situazione, intraprese ogni genere di azione per eliminare, come nel 1814, la Costituzione. Particolarmente noto fu il tentativo di colpo di stato del 7 luglio 1822, in cui furono direttamente coinvolti re Ferdinando ed alcuni membri della sua famiglia. Il colpo di stato fallì, ma l'opposizione al costituzionalismo si intensificò e gruppi armati insorsero in diverse parti della Spagna per contrastarlo. Nel frattempo, le potenze della Santa Alleanza, stretta a seguito della Restaurazione al fine di sedare le eventuali ribellioni europee anti-monarchiche o assolutiste, riunite a Verona nel 1822, decisero di intervenire militarmente in Spagna per aiutare Ferdinando VII a riconquistare i suoi pieni poteri. Il 28 gennaio 1823, Luigi XVIII di Francia annunciò all'Assemblea nazionale francese l'invio in Spagna di un esercito composto da centomila uomini (i cosiddetti "Centomila figli di San Luigi") al comando del Duca di Angoulême. Appresa la notizia, le Cortes spagnole decisero di trasferirsi a Siviglia, assieme alle autorità e alle istituzioni dello Stato, tra cui il Re e la sua famiglia. L'obiettivo era quello di organizzare la resistenza dal sud della Spagna, come già fatto nel 1808 contro l'invasione napoleonica. 

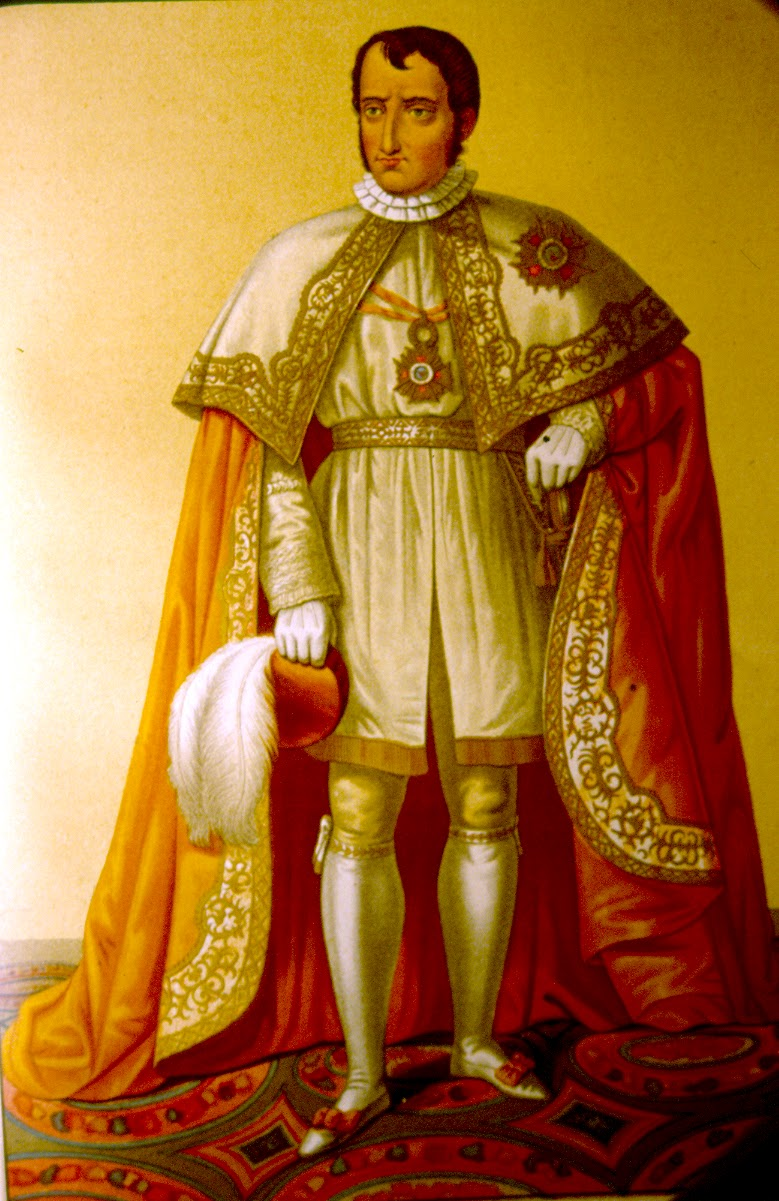
Ferdinando raffigurato nelle vesti di Gran Maestro dell'Ordine di Isabella la Cattolica, XIX. secolo.

Ferdinando fece tutto il possibile per evitare il viaggio, ma alla fine fu costretto ad accettare la risoluzione delle Cortes e il 20 marzo di quell'anno intraprese la rotta verso sud. Settimane dopo, il 7 aprile, l'esercito invasore, accompagnato dai guerriglieri assolutisti spagnoli rifugiatisi in Francia, attraversò i Pirenei e, senza incontrare molta resistenza, avanzò rapidamente attraverso il territorio spagnolo. Quando le truppe di Angoulême entrarono in Andalusia, le autorità costituzionali decisero di trasferirsi, insieme al Re di Spagna, a Cadice, poiché era un luogo più adatto alla difesa rispetto a Siviglia. Ma ancora una volta Ferdinando VII si rifiutò di muoversi; in questa circostanza, l'11 giugno 1823 le Cortes lo sospesero dalle sue funzioni, sulla base dell'articolo 187 della Costituzione, che stabiliva che se il Re non fosse stato in grado di esercitare la sua autorità per qualsiasi ragione fisica o morale, il regno sarebbe stato governato da una reggenza. Le Cortes ritennero che si trattasse di un caso di impossibilità morale, poiché era chiaro che Ferdinando VII preferiva arrendersi all'esercito invasore piuttosto che difendere l'indipendenza della Spagna. Fu quindi nominata una Reggenza, con l'unico obiettivo di preparare il trasferimento del sovrano a Cadice. Una volta eseguito questo atto, la Reggenza cessò e Ferdinando VII riacquistò i suoi poteri. La resistenza dei costituzionalisti fu vana e il 30 settembre Cadice si arrese. Quello stesso giorno, Ferdinando VII firmò un decreto in cui prometteva il perdono generale per tutto quanto era accaduto, ma il giorno dopo lasciò Cadice e incontrò il Duca di Angoulême a El Puerto de Santa María ed emanò un nuovo decreto che abrogava la Costituzione e dichiarava nulli e non avvenuti gli atti del regime costituzionale. Seguì una persecuzione dei sostenitori del regime costituzionale in tutta la Spagna, molti dei quali ricorsero all'esilio per evitare la prigione o salvarsi la vita. Molti, tuttavia, per fiducia nel loro comportamento rispettoso della legge, per negligenza o per altri motivi, non furono così fortunati e subirono la pena di morte. Il caso più eclatante fu quello di Rafael del Riego, giustiziato ignominiosamente a Madrid.

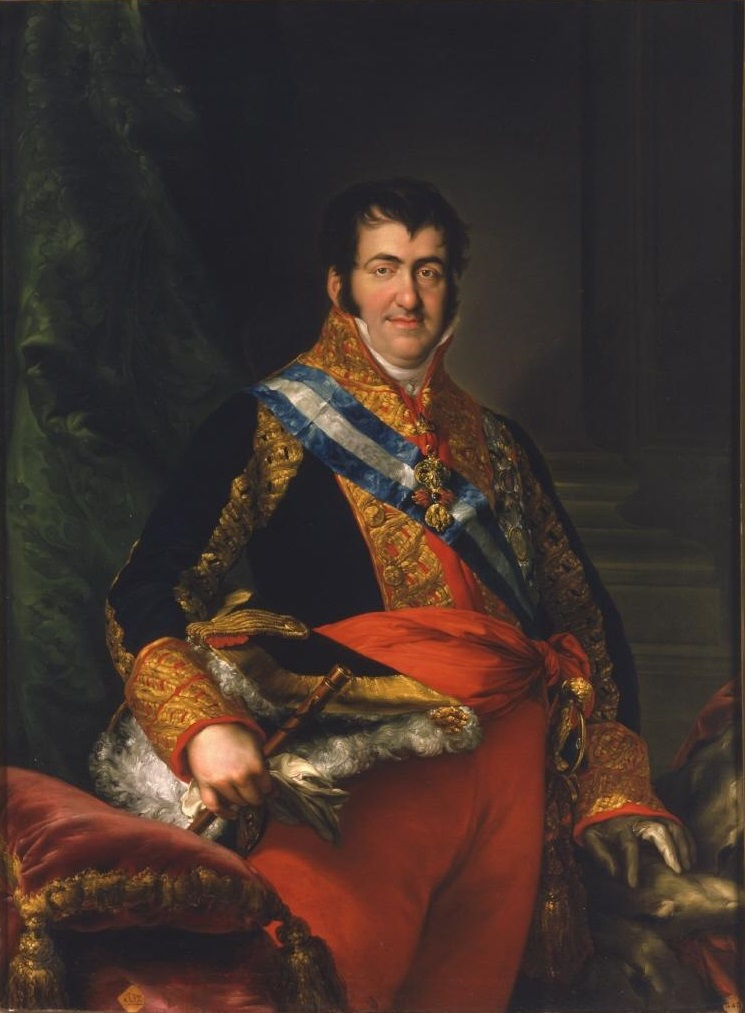
Re Ferdinando VII di Spagna.

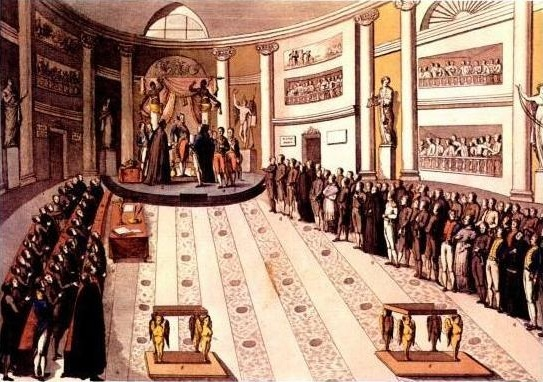
Ferdinando giura la Costituzione.

Il 13 novembre 1823, due giorni dopo l'esecuzione di Riego, Ferdinando VII entrò a Madrid e inaugurò un nuovo periodo di dura repressione e mancanza di libertà, denominato "Decennio minaccioso". In questi anni il monarca spagnolo fece si scontrò contri i quali chiedevano cambiamenti politici per modernizzare il Paese e risolvere la grave situazione economica. Accettò solo alcune riforme amministrative, suggerite da ex sostenitori francesi, come Pedro Sáiz de Andino e Javier de Burgos, ma impedì qualsiasi progresso nell'ordine politico e, naturalmente, la minima approssimazione verso un sistema rappresentativo, nemmeno al sistema della Carta vigente in Francia. Ben presto, all'interno delle file degli assolutisti, si levarono voci contro Ferdinando, chiedendo maggiore severità nella repressione delle idee liberali e di coloro che le sostenevano, nonché l'istituzione di un sistema teocratico assoluto. Il rifiuto di Ferdinando VII di soddisfare quest'ultima richiesta, sostenuta con particolare enfasi e fanatismo dal clero, che la interpretò come un attacco al suo potere personale, fu all'origine, tra gli altri fattori, di diversi movimenti insurrezionali organizzati da settori ultraconservatori; Il più rilevante fu quello avvenuto nel 1827 in Catalogna, "la rivolta degli Addolorati". Nonostante le rivolte fossero state sedate, ancora una volta attraverso la repressione, l'immagine di Ferdinando VII ne fu gravemente danneggiata e, per riguadagnare popolarità, intraprese un viaggio in Catalogna, che proseguì per diversi mesi attraversando il nord della Spagna. Il viaggio, che si concluse l'11 agosto 1828, fu un grande successo per Ferdinando, poiché gli consentì di tenere temporaneamente sotto controllo gli estremisti assolutisti, mentre alcuni settori riformisti creavano illusioni sulla possibilità di alcuni cambiamenti, che poi non si verificarono.

### Ultimi anni

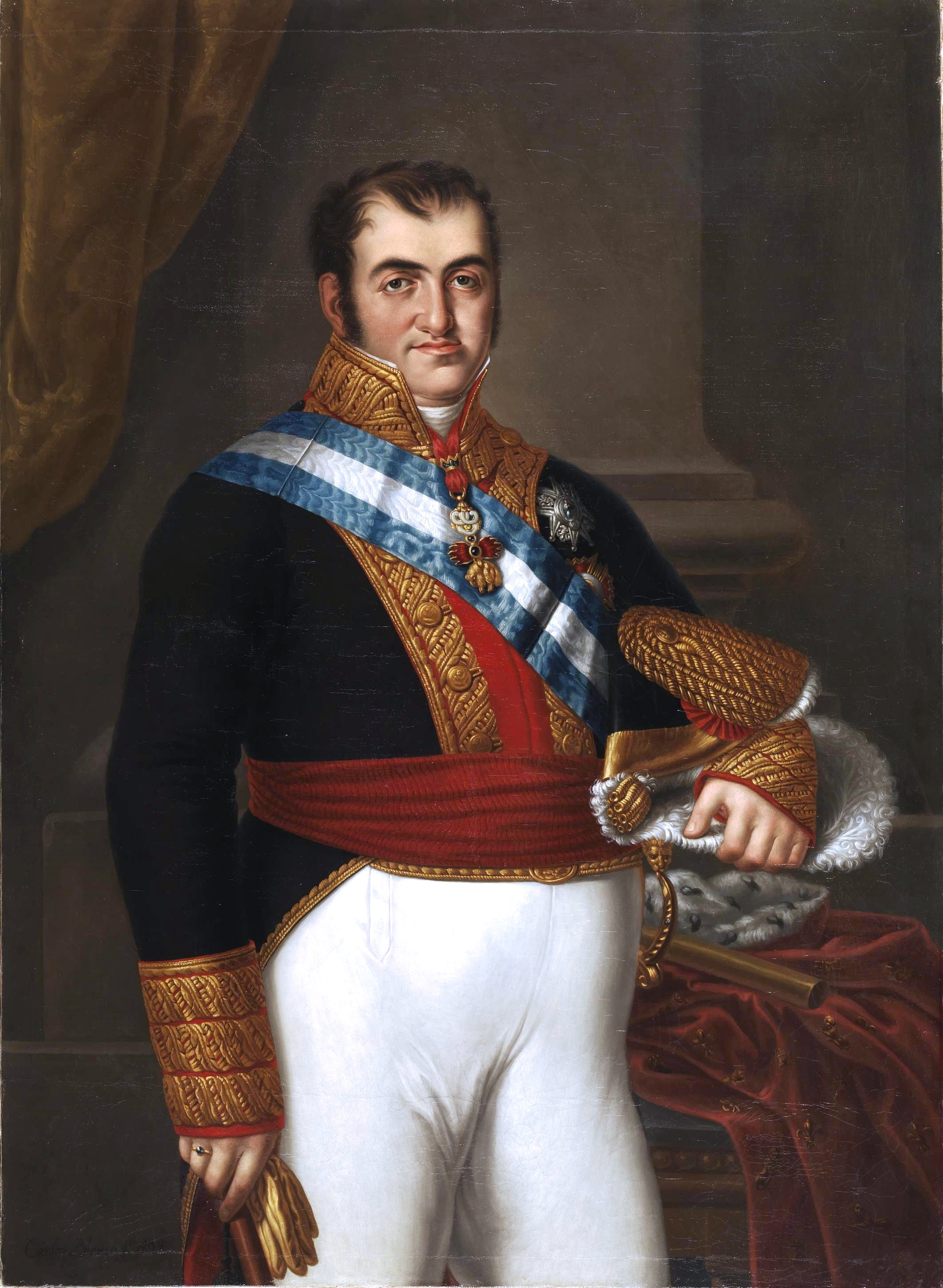
Ritratto di Ferdinando VII, conservato al Museo del Prado.

Il 18 maggio 1829 morì la regina, e moglie di Ferdinando, Maria Giuseppa Amalia di Sassonia; anch'essa senza discendenti e così nel dicembre dello stesso anno Ferdinando celebrò il suo quarto matrimonio con la cugina Maria Cristina di Borbone, figlia del re Francesco I delle Due Sicilie e discendente di Carlo III di Spagna. Il matrimonio, accolto molto bene dal popolo spagnolo per la simpatia suscitata dalla nuova Regina, rappresentò per Ferdinando VII gli ultimi momenti di popolarità. Ma le vessazioni degli estremisti, raggruppati attorno al fratello Carlos María Isidro, non cessarono, così come non cessarono le vessazioni praticate fin dal 1823 dai liberali, che dall'esilio organizzarono diverse operazioni per ristabilire il regime costituzionale. Per contrastare i tentativi dei liberali, il monarca ricorse alla consueta procedura repressiva, dando origine ad episodi molto famosi, come la morte di Mariana Pineda e la fucilazione del generale Torrijos e dei suoi compagni sbarcati sulle coste di Malaga. Per sedare le manovre degli estremisti, il 29 marzo 1830 Ferdinando VII promulgò la Prammatica Sanzione, con la quale venne ristabilita la norma castigliana che riconosceva alle donne il diritto di ereditare il trono. 

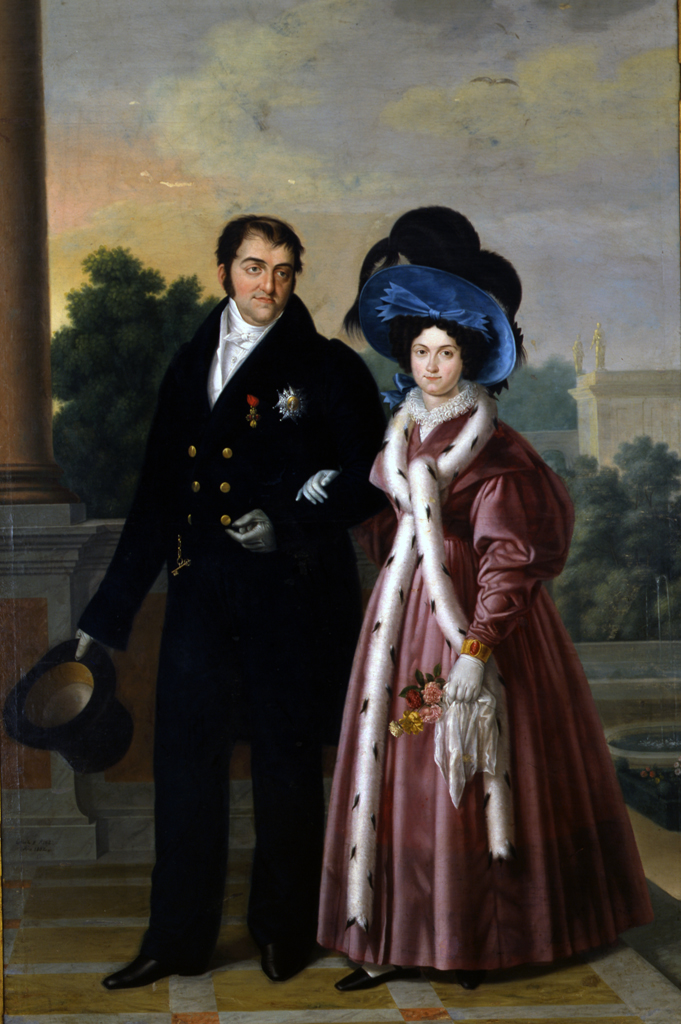
Ferdinando VII e la regina Maria Cristina di Spagna, nata di Napoli.

Il 10 dicembre 1830, Maria Cristina diede alla luce una bambina, la futura Isabella II, fatto che acuì la disputa sulla successione tra i sostenitori di Carlos María Isidro e di Ferdinando VII. Nel settembre del 1832 il monarca spagnolo si ammalò gravemente e la sua vita fu in pericolo; la pressione degli estremisti aumentò e il 18 settembre il Re revocò la Prammatica Sanzione. Una volta guarita, decretò nuovamente il diritto delle donne a regnare in Spagna il 31 dicembre 1832, ma gli ultras o "carlisti", come presto vennero chiamati in quanto seguaci dell'Infante Carlos, non accettarono questa decisione. Il 29 settembre 1833 Ferdinando VII morì senza che fosse stato risolto il problema della sua successione. Sua moglie, la regina Maria Cristina, rimase Reggente durante la minore età della figlia Isabella II, che allora aveva 3 anni.

## Discendenza
Il re Ferdinando ebbe 4 figli, tutte femmine, ma solo le ultime due gli sopravvissero:
Da Maria Isabella di Braganza:
- Infanta Maria Luisa Isabella (21 agosto 1817 - 21 gennaio 1818)
- Infanta Maria Luisa Isabella (nata morta il 26 dicembre 1818)

Da Maria Cristina di Borbone-Due Sicilie:
- Infanta Isabella, che successe al padre nella titolarità del regno con il nome di Isabella II di Spagna, regnando dalla morte di quest'ultimo fino al 1868, quando dovette andare in esilio; sposò Francesco d'Assisi di Borbone-Spagna, ebbe figli;
- Infanta Maria Luisa Ferdinanda di Borbone-Spagna, andata sposa ad Antonio d'Orléans, duca di Montpensier, Infante (1859), ebbe figli;

## Ascendenza
|                                     |                     |                                | Genitori                                     |  |  | Nonni |  |  | Bisnonni            |  |  | Trisnonni              |  |
|                                     |                     |                                |                                              |  |  |       |  |  | Filippo V di Spagna |  |  | Luigi, il Gran Delfino |  |
|                                     |                     |                                |                                              |  |  |       |  |  | Filippo V di Spagna |  |  | Luigi, il Gran Delfino |  |
|                                     |                     | Maria Anna Vittoria di Baviera |                                              |  |  |       |  |  | Filippo V di Spagna |  |  |                        |  |
| Carlo III di Spagna                 |                     |                                |                                              |  |  |       |  |  | Filippo V di Spagna |  |  |                        |  |
|                                     |                     | Elisabetta Farnese             | Odoardo II Farnese                           |  |  |       |  |  |                     |  |  |                        |  |
|                                     |                     | Elisabetta Farnese             | Odoardo II Farnese                           |  |  |       |  |  |                     |  |  |                        |  |
|                                     |                     | Elisabetta Farnese             | Dorotea Sofia di Neuburg                     |  |  |       |  |  |                     |  |  |                        |  |
| Carlo IV di Spagna                  |                     | Elisabetta Farnese             |                                              |  |  |       |  |  |                     |  |  |                        |  |
|                                     |                     | Augusto III di Polonia         | Augusto II di Polonia                        |  |  |       |  |  |                     |  |  |                        |  |
|                                     |                     | Augusto III di Polonia         | Augusto II di Polonia                        |  |  |       |  |  |                     |  |  |                        |  |
|                                     |                     | Augusto III di Polonia         | Cristiana Eberardina di Brandeburgo-Bayreuth |  |  |       |  |  |                     |  |  |                        |  |
| Maria Amalia di Sassonia            |                     | Augusto III di Polonia         |                                              |  |  |       |  |  |                     |  |  |                        |  |
|                                     |                     | Maria Giuseppa d'Austria       | Giuseppe I d'Asburgo                         |  |  |       |  |  |                     |  |  |                        |  |
|                                     |                     | Maria Giuseppa d'Austria       | Giuseppe I d'Asburgo                         |  |  |       |  |  |                     |  |  |                        |  |
|                                     |                     | Maria Giuseppa d'Austria       | Guglielmina Amalia di Brunswick-Lüneburg     |  |  |       |  |  |                     |  |  |                        |  |
| Ferdinando VII di Spagna            |                     | Maria Giuseppa d'Austria       |                                              |  |  |       |  |  |                     |  |  |                        |  |
|                                     | Filippo V di Spagna | Luigi, il Gran Delfino         |                                              |  |  |       |  |  |                     |  |  |                        |  |
|                                     | Filippo V di Spagna | Luigi, il Gran Delfino         |                                              |  |  |       |  |  |                     |  |  |                        |  |
|                                     | Filippo V di Spagna | Maria Anna Vittoria di Baviera |                                              |  |  |       |  |  |                     |  |  |                        |  |
| Filippo I di Parma                  | Filippo V di Spagna |                                |                                              |  |  |       |  |  |                     |  |  |                        |  |
|                                     |                     | Elisabetta Farnese             | Odoardo II Farnese                           |  |  |       |  |  |                     |  |  |                        |  |
|                                     |                     | Elisabetta Farnese             | Odoardo II Farnese                           |  |  |       |  |  |                     |  |  |                        |  |
|                                     |                     | Elisabetta Farnese             | Dorotea Sofia di Neuburg                     |  |  |       |  |  |                     |  |  |                        |  |
| Maria Luisa di Borbone-Parma        |                     | Elisabetta Farnese             |                                              |  |  |       |  |  |                     |  |  |                        |  |
|                                     |                     | Luigi XV di Francia            | Luigi di Borbone-Francia                     |  |  |       |  |  |                     |  |  |                        |  |
|                                     |                     | Luigi XV di Francia            | Luigi di Borbone-Francia                     |  |  |       |  |  |                     |  |  |                        |  |
|                                     |                     | Luigi XV di Francia            | Maria Adelaide di Savoia                     |  |  |       |  |  |                     |  |  |                        |  |
| Luisa Elisabetta di Borbone-Francia |                     | Luigi XV di Francia            |                                              |  |  |       |  |  |                     |  |  |                        |  |
|                                     |                     | Maria Leszczyńska              | Stanislao Leszczyński                        |  |  |       |  |  |                     |  |  |                        |  |
|                                     |                     | Maria Leszczyńska              | Stanislao Leszczyński                        |  |  |       |  |  |                     |  |  |                        |  |
|                                     |                     | Maria Leszczyńska              | Caterina Opalińska                           |  |  |       |  |  |                     |  |  |                        |  |
|                                     |                     | Maria Leszczyńska              |                                              |  |  |       |  |  |                     |  |  |                        |  |

## Nella cultura di massa

### Cinema
- Napoléon (2002), interpretato da Alain Flick.